# Primera Guerra de l'Opi
La Primera Guerra de l'Opi (xinès:第一次鴉片戰爭; pinyin: Dìyīcì yāpiàn zhànzhēng), també coneguda com a guerra angloxinesa, va ser una sèrie d'enfrontaments militars entre l'Imperi Britànic i la dinastia Qing de la Xina entre 1839 i 1842. El problema immediat va ser l'aplicació xinesa de la seva prohibició del comerç d'opi mitjançant la confiscació d'existències d'opi privats als comerciants de Guangzhou i l'amenaça d'imposar la pena de mort als futurs delinqüents. Malgrat la prohibició de l'opi, el govern britànic va donar suport a la demanda d'indemnització dels comerciants per les mercaderies confiscades i va insistir en els principis del lliure comerç i del reconeixement diplomàtic igualitari amb la Xina. L'opi va ser el comerç de productes bàsics més rendible de Gran Bretanya del segle xix. Després de mesos de tensions entre els dos estats, la Royal Navy va llançar una expedició el juny de 1840, que finalment va derrotar els xinesos utilitzant vaixells i armes tecnològicament superiors a l'agost de 1842. Els britànics van imposar llavors el Tractat de Nanjing, que va obligar a la Xina a augmentar el comerç exterior, donar una compensació i cedir l'illa de Hong Kong als britànics. En conseqüència, el comerç d'opi va continuar a la Xina. Els nacionalistes del segle xx van considerar el 1839 l'inici d'un segle d'humiliació, i molts historiadors el consideren el començament de la història moderna de la Xina.
Al segle xviii, la demanda de productes de luxe xinesos (especialment seda, porcellana i te) va crear un desequilibri comercial entre la Xina i la Gran Bretanya. La plata europea va fluir a la Xina a través del Sistema de Canton, que limitava el comerç exterior entrant a la ciutat portuària de Guangzhou, al sud . Per contrarestar aquest desequilibri, la Companyia Britànica de les Índies Orientals va començar a cultivar opi a Bengala i va permetre que els comerciants britànics privats venguessin opi als contrabandistes xinesos per a la venda il·legal a la Xina. L'entrada de narcòtics va revertir l'excedent comercial xinès, va drenar l'economia de la plata i va augmentar el nombre d'addictes a l'opi dins del país, resultats que van preocupar seriosament els funcionaris xinesos.
El 1839, l'emperador Daoguang, rebutjant les propostes de legalització i taxació de l'opi, va nomenar virrei d'Huguang Lin Zexu per anar a Cantó per aturar completament el comerç d'opi. Lin va escriure una carta oberta a la reina Victòria apel·lant a la seva responsabilitat moral d'aturar el comerç d'opi, tot i que mai no la va llegir. Lin llavors va recórrer a l'ús de la força a l'enclavament dels comerciants occidentals. Va arribar a Guangzhou a finals de gener i va organitzar una defensa costanera. Al març, els comerciants d'opi britànics es van veure obligats a lliurar 2,37 milions de lliures d'opi. El 3 de juny, ordenant que l'opi fos destruït en públic a la platja d'Humen per mostrar la determinació del govern de prohibir fumar. Tots els altres subministraments van ser confiscats i es va ordenar un bloqueig de vaixells estrangers al riu Perla.
Les tensions van augmentar al juliol després que mariners britànics matessin un vilatà xinès i el govern britànic es va negar a lliurar els acusats a les autoritats xineses. Més tard van esclatar els combats, amb la marina britànica destruint el bloqueig naval xinès i llançant una ofensiva. En el conflicte posterior, la Royal Navy va utilitzar el seu poder superior naval i artiller per infligir una sèrie de derrotes decisives a l'Imperi xinès. L'any 1842, la dinastia Qing es va veure obligada a signar el Tractat de Nanking —el primer del que els xinesos van anomenar més tard els tractats desiguals— , que atorgava una indemnització i extraterritorialitat als súbdits britànics a la Xina, va obrir cinc ports oberts als comerciants britànics, i va cedir l'illa de Hong Kong a l'Imperi Britànic. El fracàs del tractat per satisfer els objectius britànics de millorar el comerç i les relacions diplomàtiques va provocar la Segona Guerra de l'Opi (1856–60). El malestar social resultant va ser el rerefons de la Rebel·lió dels Taiping, que va afeblir encara més el règim Qing.

## Fons

### Establiment de relacions comercials

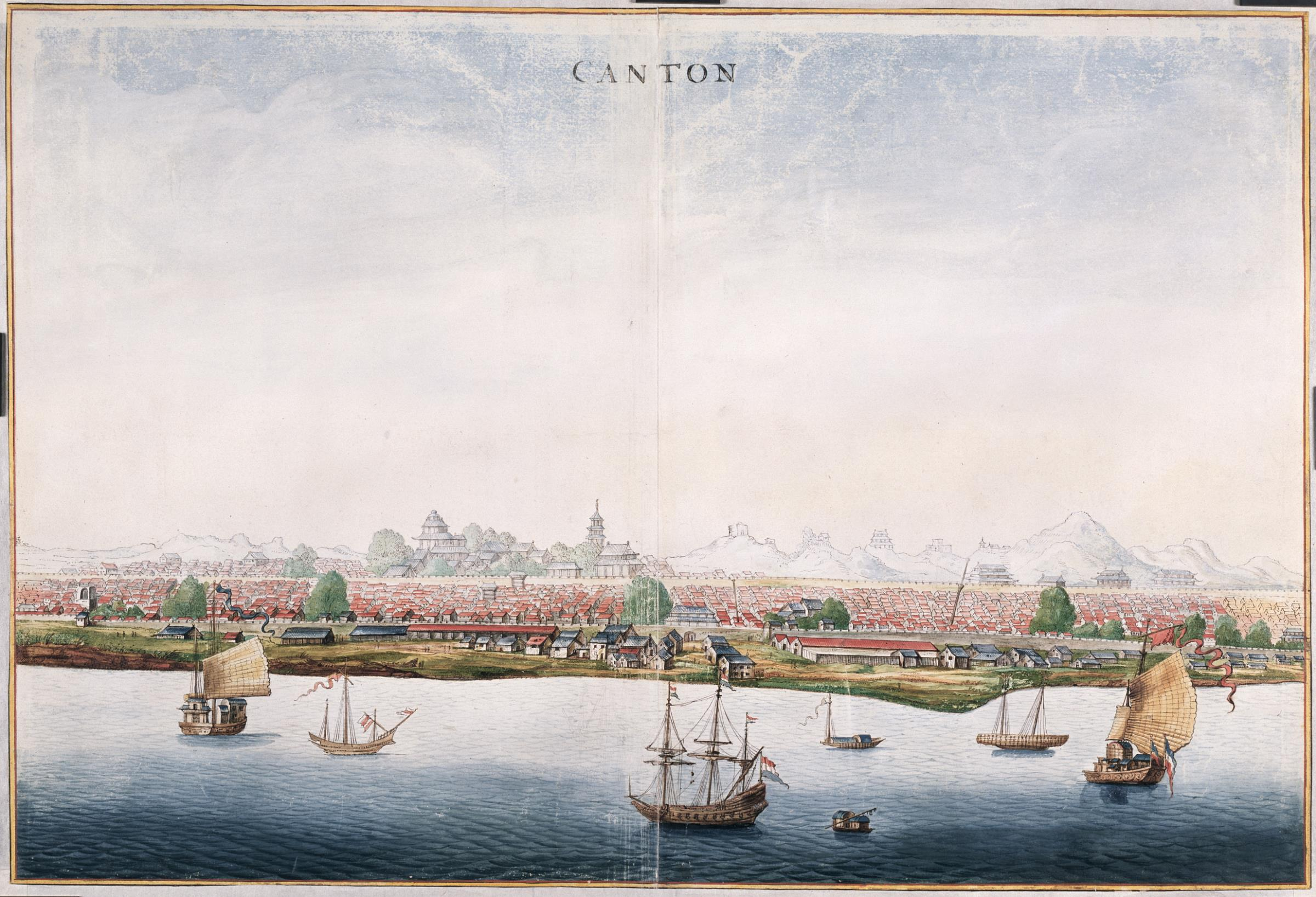
Vista de Canton amb el vaixell mercant de la Companyia Holandesa de les Índies Orientals, vers 1665

El comerç marítim directe entre Europa i la Xina va començar el 1557 quan els portuguesos van llogar un lloc avançat de la dinastia Ming a Macau. Altres nacions europees aviat van seguir l'exemple portuguès, inserint-se a la xarxa comercial marítima asiàtica existent per competir amb els comerciants àrabs, xinesos, indis i japonesos en el comerç intraregional. Després de la conquesta espanyola de les Filipines, l'intercanvi de mercaderies entre la Xina i Europa es va accelerar de manera espectacular. Des de 1565, els galions de Manila van portar plata a la xarxa comercial asiàtica de les mines d'Amèrica del Sud. La Xina era una destinació principal per al metall preciós, ja que el govern imperial va ordenar que els productes xinesos només poguessin ser exportats a canvi de lingots de plata.
Els vaixells britànics van començar a aparèixer esporàdicament per les costes de la Xina a partir de 1635. Sense establir relacions formals a través del sistema tributari xinès, pel qual la majoria de les nacions asiàtiques podien negociar amb la Xina, als comerciants britànics només se'ls permetia comerciar als ports de Zhoushan, Xiamen i Guangzhou. El comerç oficial britànic es va dur a terme a través dels auspicis de la Companyia Britànica de les Índies Orientals, que tenia una carta reial per al comerç amb l'Extrem Orient. La Companyia de les Índies Orientals va arribar a dominar gradualment el comerç sino-europeu des de la seva posició a l'Índia i gràcies a la força de la Royal Navy.

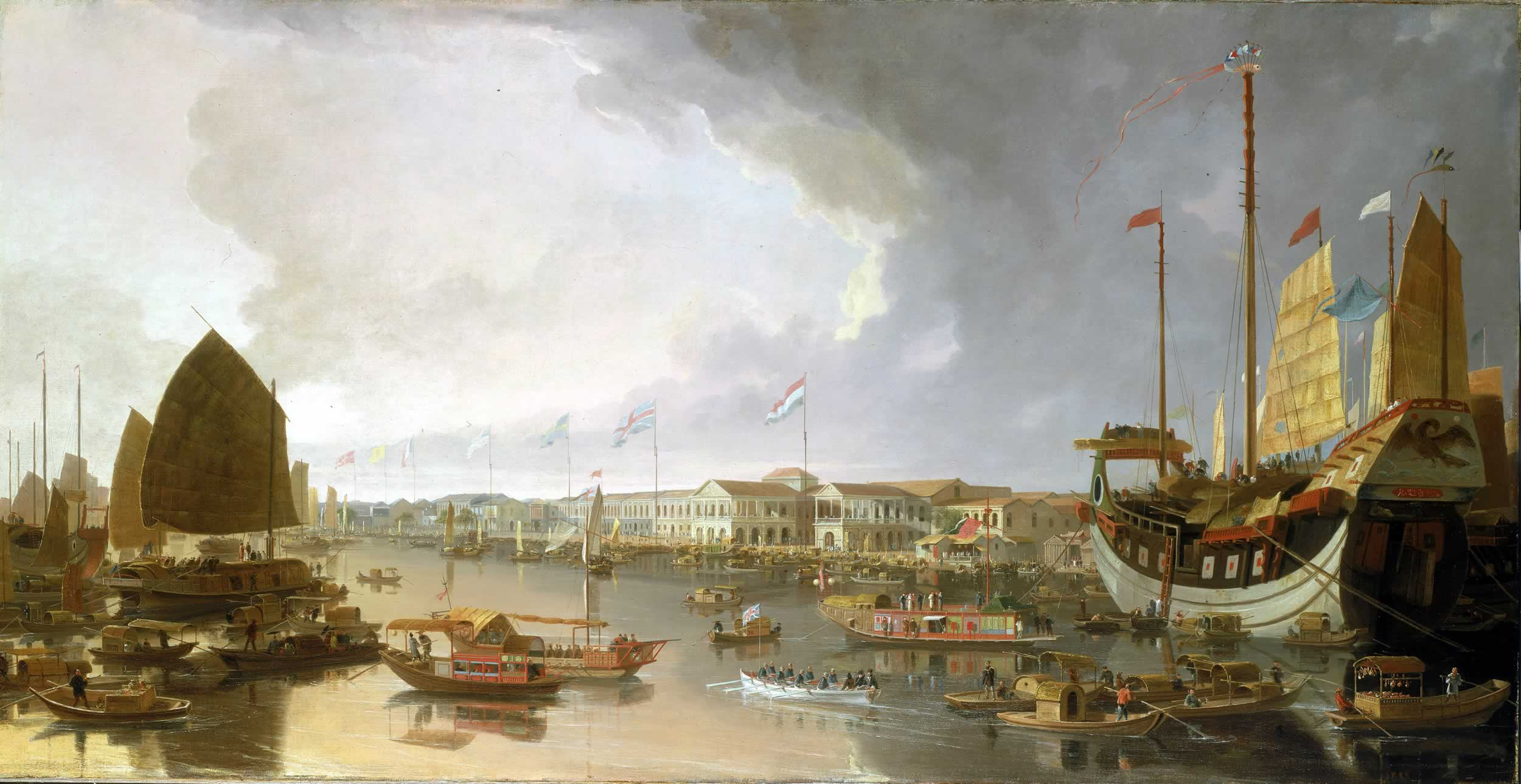
Vista de les fàbriques europees a Canton

El comerç es va beneficiar després que la recent ascensió de la dinastia Qing va relaxar les restriccions al comerç marítim a la dècada del 1680. Formosa va passar sota el control dels Qing el 1683 i la retòrica sobre l'estatus tributari dels europeus es va silenciar. Guangzhou (conegut com a Canton pels europeus) es va convertir en el port de preferència per al comerç exterior entrant. Els vaixells van intentar fer escala a altres ports, però aquestes ubicacions no podien igualar els beneficis de la posició geogràfica de Canton a la desembocadura del riu Perla, ni tenien la llarga experiència de la ciutat per equilibrar les demandes de Pequín amb les dels comerciants xinesos i estrangers. A partir de 1700 Canton va ser el centre del comerç marítim amb la Xina, i aquest procés de mercat va ser gradualment formulat per les autoritats Qing en el "Sistema de Canton". Des de l'inici del sistema el 1757, el comerç a la Xina va ser extremadament lucratiu per als comerciants europeus i xinesos per igual, ja que béns com el te, la porcellana i la seda eren prou valorats a Europa per justificar les despeses de viatjar a Àsia. El sistema estava molt regulat pel govern Qing. Els comerciants estrangers només tenien permís per fer negocis a través d'un grup de comerciants xinesos conegut com els Cohong i se'ls va prohibir aprendre xinès. Els estrangers només podien viure en una de les Tretze Fàbriques i no se'ls permetia entrar ni comerciar a cap altra part de la Xina. Només es podia tractar amb els funcionaris governamentals de baix nivell, i la cort imperial no podia fer pressió per cap motiu excepte les missions diplomàtiques oficials. Les lleis imperials que sostenien el sistema eren conegudes col·lectivament com a Ordenances Bàrbares de Prevenció (防範外夷規條). Els Cohong eren particularment poderosos en el comerç de la Xina Antiga, ja que tenien l'encàrrec d'avaluar el valor dels productes estrangers, comprar o rebutjar aquestes importacions i encarregats de vendre les exportacions xineses a un preu adequat. El Cohong estava format per (segons la política de Canton) de 6 a 20 famílies de comerciants. La majoria de les cases de comerciants que governaven aquestes famílies havien estat establertes per mandarins de baix rang , però algunes eren d'origen cantonès o han. Una altra funció clau del Cohong era el vincle tradicional signat entre un membre de Cohong i un comerciant estranger. Aquest vincle deia que el membre receptor de Cohong era responsable del comportament i la càrrega del comerciant estranger mentre estava a la Xina. A més de tractar amb el Cohong, els comerciants europeus havien de pagar les taxes de duana, els drets de mesura, oferir regals i contractar navegants.
Malgrat les restriccions, la seda i la porcellana van continuar impulsant el comerç a través de la seva popularitat a Europa, i hi havia una demanda insaciable de te xinès a Gran Bretanya. A partir de mitjans del segle xvii, la Xina va rebre uns 28 milions de quilograms/61,6 milions de lliures de plata, principalment de les potències europees, a canvi de productes xinesos.

### Dèficits comercials europeus
Un ràpid comerç entre la Xina i les potències europees va continuar durant més d'un segle. Tot i que aquest comerç va afavorir molt els xinesos i va donar lloc a que les nacions europees tinguessin grans dèficits comercials, la demanda de productes xinesos va continuar impulsant el comerç. A més, la colonització i la conquesta d'Amèrica va fer que les nacions europees (és a dir, Espanya, Gran Bretanya i França) tinguessin accés a un subministrament barat de plata, la qual cosa va fer que les economies europees es mantinguessin relativament estables malgrat el dèficit comercial amb la Xina. Aquesta plata també es va enviar directament a la Xina a través de l'oceà Pacífic, sobretot a través de les Filipines controlades pels espanyols. En marcat contrast amb la situació europea, la Xina Qing va mantenir un superàvit comercial. La plata estrangera va inundar la Xina a canvi de productes xinesos, ampliant l'economia xinesa però també provocant inflació i formant una dependència xinesa de la plata europea.
La contínua expansió econòmica de les economies europees als segles xvii (i xviii ( va augmentar gradualment la demanda europea de metalls preciosos, que s'utilitzaven per encunyar noves monedes; aquesta necessitat creixent de divises fortes per romandre en circulació a Europa va reduir l'oferta de lingots disponibles per al comerç a la Xina, augmentant els costos i provocant la competència entre els comerciants d'Europa i els comerciants europeus que comerciaven amb els xinesos. Aquesta força del mercat va provocar un dèficit comercial crònic per als governs europeus, que es van veure obligats a arriscar-se a l'escassetat de plata a les seves economies domèstiques per cobrir les necessitats dels seus comerciants a Àsia (que com a empreses privades encara obtenien beneficis venent valuosos productes xinesos). als consumidors a Europa). Aquest efecte gradual es va veure molt agreujat per una sèrie de guerres colonials a gran escala entre Gran Bretanya i Espanya a mitjans del segle xviii; aquests conflictes van alterar el mercat internacional de la plata i finalment van donar lloc a la independència de noves nacions poderoses, concretament els Estats Units i Mèxic. Sense plata barata de les colònies per mantenir el seu comerç, els comerciants europeus que comerciaven amb la Xina van començar a treure la plata directament de la circulació a les economies ja debilitats d'Europa per pagar els béns en Xina. Això va enfadar els governs, que veien com a conseqüència les seves economies reduir-se, i va fomentar una gran animositat cap als xinesos per la seva restricció del comerç europeu. L'economia xinesa no es va veure afectada per les fluctuacions dels preus de la plata, ja que la Xina va poder importar plata japonesa per estabilitzar la seva oferta monetària. Els béns europeus es van mantenir amb poca demanda a la Xina, assegurant que l'excedent comercial de llarga data amb les nacions europees continués. Malgrat aquestes tensions, el comerç entre la Xina i Europa va créixer aproximadament un 4% anual durant els anys anteriors a l'inici del comerç d'opi.

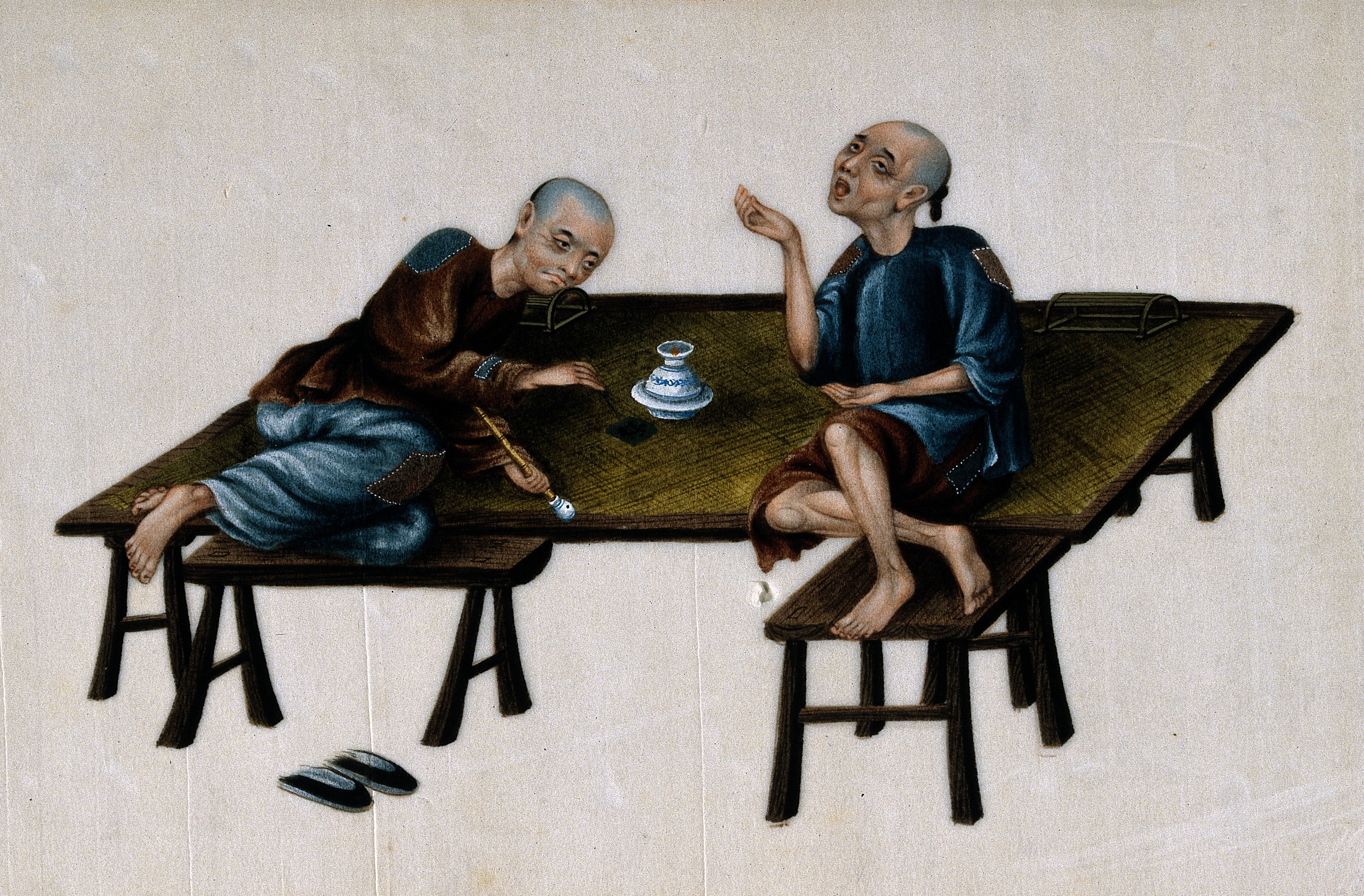
Fumadors d'opi xinesos

### Comerç d'opi
L'opi com a ingredient medicinal es va documentar en textos xinesos des de la dinastia Tang, però l'ús recreatiu de l'opi narcòtic era limitat. Igual que amb l'Índia, l'opi (aleshores limitat per la distància a una pols seca, sovint begut amb te o aigua) va ser introduït a la Xina i al sud-est asiàtic pels comerciants àrabs. La dinastia Ming va prohibir el tabac com a bé decadent el 1640, i l'opi es va veure com un problema igualment menor. Les primeres restriccions a l'opi van ser aprovades pels Qing el 1729 quan es va prohibir el Madak (una substància feta d'opi en pols barrejat amb tabac). En aquell moment, la producció de Madak consumia la major part de l'opi que s'importava a la Xina, ja que l'opi pur era difícil de conservar. El consum d' opi javanès va augmentar al segle xviii i, després de les guerres napoleòniques, que els britànics ocupaven Java, els comerciants britànics es van convertir en els principals comerciants d'opi. Els britànics es van adonar que podrien reduir el seu dèficit comercial amb les fàbriques xineses mitjançant la contrapartida d'opi narcòtic i, per tant, es van fer esforços per produir més opi a les colònies índies. Les vendes limitades britàniques d'opi indi van començar el 1781, amb les exportacions a la Xina augmentant a mesura que la Companyia de les Índies Orientals consolidava el seu control sobre l'Índia.
L'opi britànic es va produir a Bengala i la plana del riu Ganges, on els britànics van heretar una indústria de l'opi existent de l'imperi mogol en declivi i van veure el producte com una exportació potencialment valuosa. La Companyia de les Índies Orientals va encarregar i gestionar centenars de milers de plantacions de rosella. Es va encarregar de la punxada minuciosa de les beines individuals per obtenir la goma crua, assecant-la i conformant-la en pastissos, abans de recobrir-les i envasar-les per a la subhasta a Calcuta. L'empresa controlava estretament la indústria de l'opi, i tot l'opi es considerava propietat de l'empresa fins que va ser venut. Des de Calcuta, la Junta de Duanes, Sal i Opi de la companyia es va preocupar pel control de qualitat mitjançant la gestió de la manera d'envasar i enviar l'opi. No es podia conrear roselles sense el permís de l'empresa, i l'empresa va prohibir a les empreses privades la refinació de l'opi. Tot l'opi de l'Índia es venia a l'empresa a un preu fix, i l'empresa organitzava una sèrie de subhastes públiques d'opi cada any. La diferència entre el preu establert per l'empresa de l'opi brut i el preu de venda de l'opi refinat a la subhasta (menys les despeses) va ser un benefici obtingut per la Companyia de les Índies Orientals. A més d'assegurar les roselles cultivades en terres sota el seu control directe, la junta de la companyia va emetre llicències als estats principescos independents de Malwa, on es cultivaven quantitats importants de roselles.

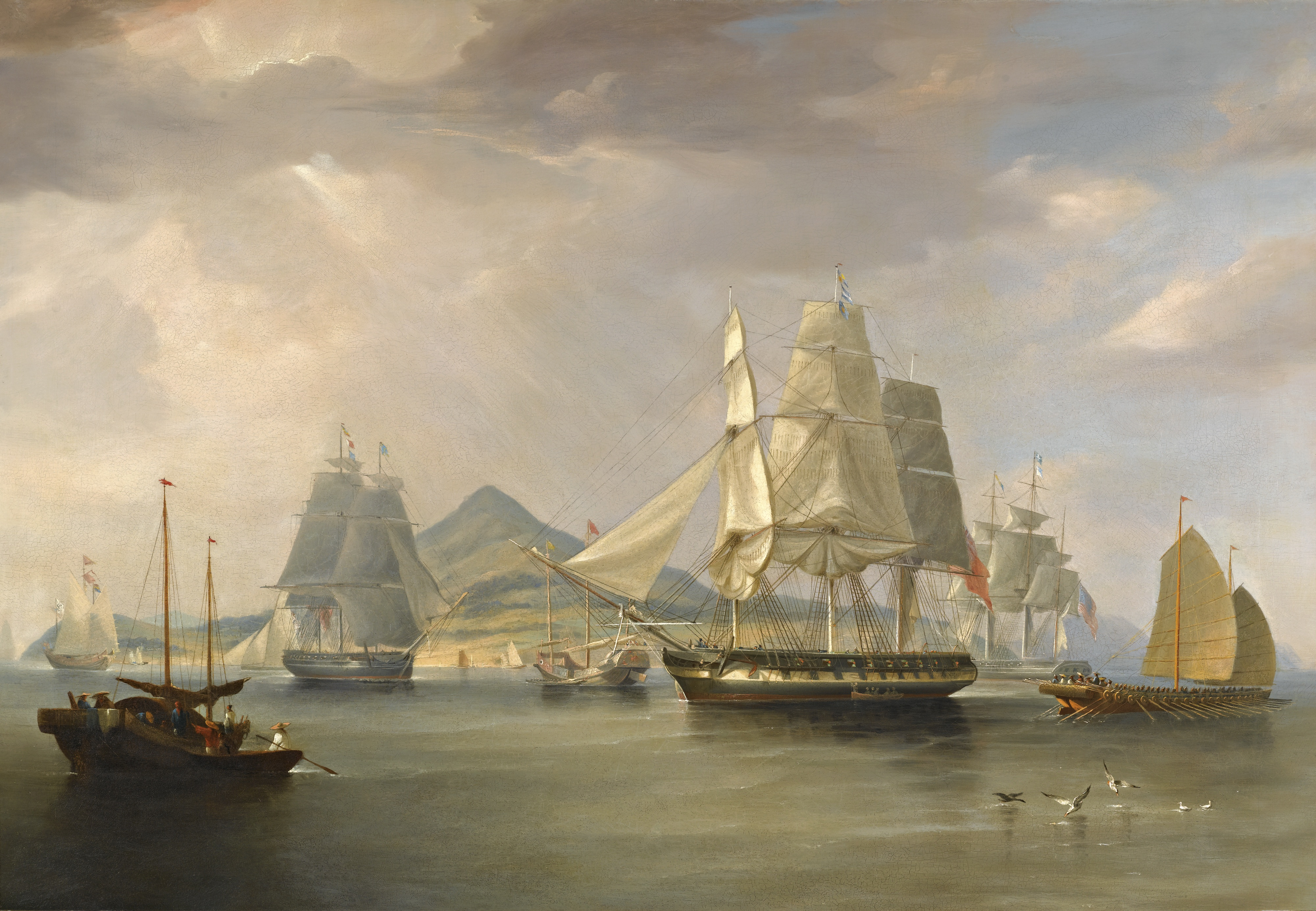
Una representació de vaixells d'opi a Lintin, per l'artista britànic William John Huggins el 1824

A finals del segle xviii, les terres de conreu de la Companyia i de Malwan (que tradicionalment depenien del cultiu del cotó) havien estat molt afectades per la introducció de teixits de cotó produïts en fàbrica, que utilitzaven cotó cultivat a Egipte o a Sud-amèrica. L'opi es considerava un substitut lucratiu, i aviat es subhastava en quantitats cada cop més grans a Calcuta. Els comerciants privats que posseïen una carta d'empresa (per complir amb la carta reial britànica per al comerç asiàtic) licitaven i adquirien béns a la subhasta de Calcuta abans de navegar cap al sud de la Xina. Els vaixells britànics portaven les seves càrregues a les illes de la costa, especialment a l'illa de Lintin, on els comerciants xinesos amb petites embarcacions ràpides i ben armades portaven les mercaderies terra endins per distribuir-les, pagant l'opi amb plata. L'administració Qing va tolerar inicialment la importació d'opi perquè va crear un impost indirecte sobre els súbdits xinesos, ja que augmentar el subministrament de plata disponible per als comerciants estrangers mitjançant la venda d'opi va animar els europeus a gastar més diners en productes xinesos. Aquesta política va proporcionar els fons que necessitaven els comerciants britànics per augmentar en gran manera les exportacions de te de la Xina a Anglaterra, aportant més beneficis al monopoli Qing sobre les exportacions de te que tenia el tresor imperial i els seus agents a Canton.

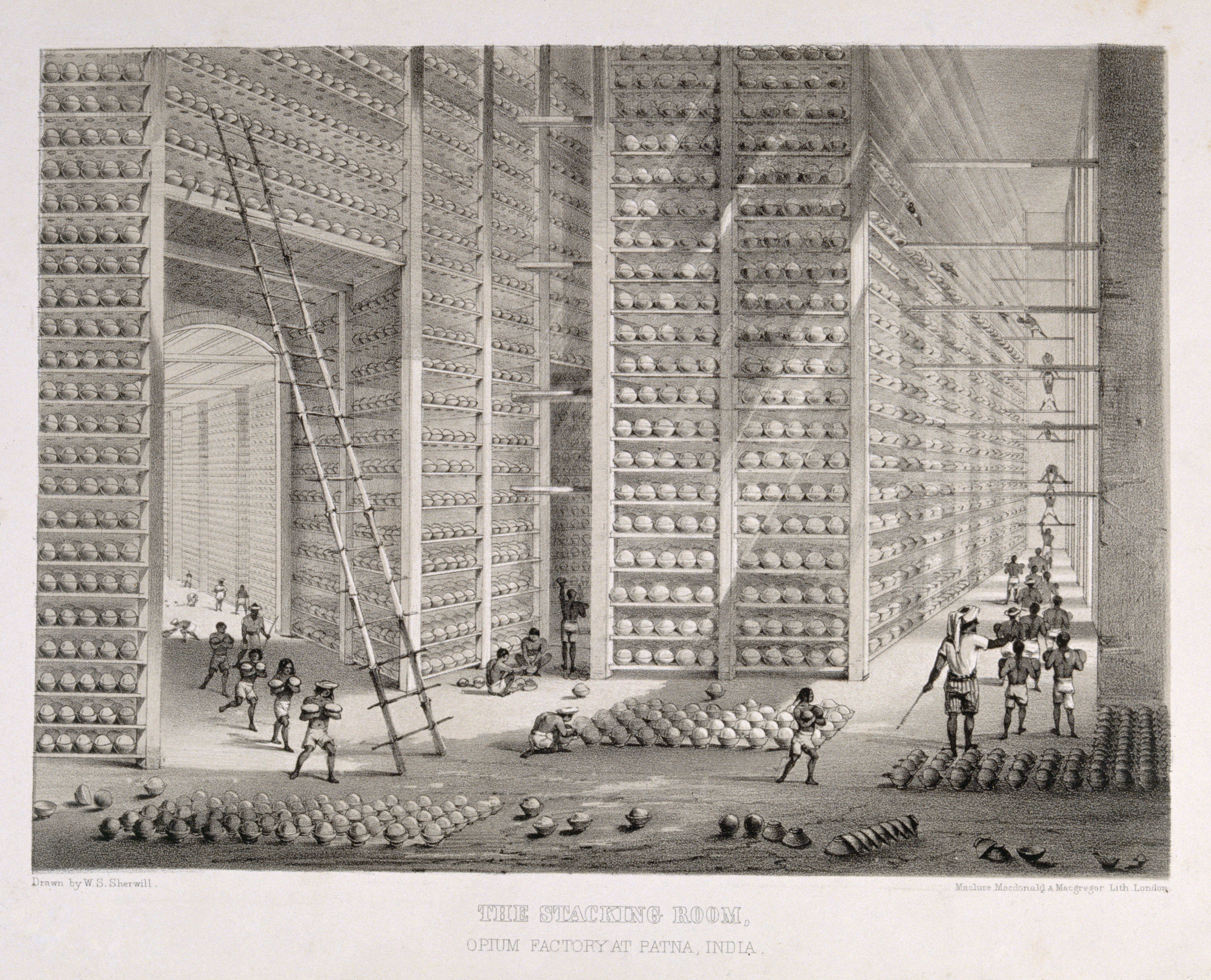
Una litografia britànica que representa un magatzem ple d'opi a la fàbrica de la Companyia britànica de les Índies Orientals a Patna, Índia vers el 1850

No obstant això, l'ús d'opi va continuar creixent a la Xina, afectant negativament l'estabilitat de la societat. Des de Canton, l'hàbit es va estendre cap al nord i l'oest, afectant membres de totes les classes de la societat xinesa. A principis del segle xix, cada cop més xinesos fumaven opi britànic com a droga recreativa. Però per a molts, el que va començar com a recreació aviat es va convertir en una addicció castigadora: moltes persones que van deixar d'ingerir opi patien calfreds, nàusees i rampes, i de vegades morien per abstinència. Un cop addictes, la gent sovint faria gairebé qualsevol cosa per continuar tenint accés a la droga. Aquests greus problemes socials van portar finalment al govern Qing a emetre un edicte contra la droga el 1780, seguit d'una prohibició absoluta el 1796, i una ordre del governador de Cantón d'aturar el comerç el 1799. Per circumnavegar les regulacions cada cop més estrictes a Cantón, els comerciants estrangers compraven vaixells més antics i els convertien en magatzems flotants. Aquests vaixells estaven ancorats davant de la costa xinesa a la desembocadura del riu Perla per si les autoritats xineses es moguessin en contra del comerç d'opi, ja que els vaixells de la marina xinesa tenien dificultats per operar en aigües obertes. Els vaixells d'opi que entraven descarregarien una part de la seva càrrega en aquests magatzems flotants, on el narcòtic era finalment comprat pels comerciants d'opi xinesos. Amb la implementació d'aquest sistema de contraban, els comerciants estrangers podien evitar la inspecció dels funcionaris xinesos i evitar represàlies contra el comerç de béns legals, en el qual també participaven molts contrabandistes.
A principis del segle xix, els comerciants nord-americans es van incorporar al comerç i van començar a introduir opi de Turquia al mercat xinès; aquest subministrament era de menor qualitat però més barat, i la competència resultant entre els comerciants britànics i nord-americans va fer baixar el preu de l'opi, donant lloc a un augment de la disponibilitat de la droga per als consumidors xinesos. La demanda d'opi va augmentar ràpidament i va ser tan rendible a la Xina que els traficants d'opi xinesos (que, a diferència dels comerciants europeus, podien viatjar legalment a l'interior xinès i vendre'l) van començar a buscar més proveïdors de la droga. L'escassetat de subministrament resultant va atraure més comerciants europeus al comerç d'opi cada cop més lucratiu per satisfer la demanda xinesa. En paraules d'un agent de la casa comercial, "[Opi] és com l'or. Puc vendre'l en qualsevol moment". De 1804 a 1820, un període en què el tresor Qing necessitava finançar la supressió de la Rebel·lió del Lotus Blanc i altres conflictes, el flux de diners es va invertir gradualment i els comerciants xinesos aviat van exportar plata per pagar l'opi en lloc de pagar els europeus per als productes xinesos amb el metall preciós. Els vaixells europeus i americans van poder arribar a Cantón amb les seves bodegues plenes d'opi, vendre la seva càrrega, utilitzar els ingressos per comprar productes xinesos i obtenir beneficis en forma de lingots de plata. Aquesta plata s'utilitzaria llavors per adquirir més productes xinesos. Tot i que l'opi continuava sent el bé més rendible per al comerç amb la Xina, els comerciants estrangers van començar a exportar altres càrregues, com ara tela de cotó filada a màquina, vímet, ginseng, pells, rellotges i eines d'acer. Tanmateix, aquests béns mai van assolir el mateix nivell d'importància que els narcòtics, ni van ser tan lucratius.
La cort imperial Qing va debatre si s'acabava amb el comerç d'opi o com s'acabava, però els seus esforços per reduir l'abús d'opi van ser complicats pels funcionaris locals i els Cohong, que es van beneficiar molt dels suborns i els impostos que implicava el comerç de narcòtics. Els esforços dels funcionaris de Qing per frenar les importacions d'opi mitjançant regulacions sobre el consum van donar lloc a un augment del tràfic de drogues per part dels comerciants europeus i xinesos, i la corrupció va ser desenfrenada. El 1810, l'emperador Daoguang va emetre un edicte sobre la crisi de l'opi, declarant:
| « | L'opi té un mal. L'opi és un verí que soscava els nostres bons costums i la nostra moral. El seu ús està prohibit per llei. Ara el plebeu, Yang, s'atreveix a portar-lo a la Ciutat Prohibida. De fet, incompleix la llei! Tanmateix, recentment els compradors, els consumidors i els consumidors d'opi s'han convertit en nombrosos. Els comerciants enganyosos el compren i el venen per obtenir beneficis. La duana de la porta de Ch'ung-wen es va crear originàriament per supervisar la recollida de les importacions (no tenia cap responsabilitat pel que fa al contraban d'opi). Si limitem la nostra recerca d'opi als ports marítims, temem que la recerca no sigui prou exhaustiva. També hauríem d'ordenar al comandant general de la policia i de la policia, censors a les Cinc Portes, que prohibeixin l'opi i que el busquin a totes les portes. Si capturen algun infractor, haurien de castigar-los immediatament i destruir l'opi immediatament. Pel que fa a Kwangtung [Guangdong] i Fukien [Fujian], les províncies d'on prové l'opi, ordenem als seus virreis, governadors i superintendents de la duana marítima que facin una recerca exhaustiva d'opi i tallin el seu subministrament. De cap manera haurien de considerar aquesta ordre com a carta morta i permetre que l'opi sigui de contraban! | » |

Gràfic que mostra l'augment de les importacions d'opi xinesos per any.

No obstant això, el 1831, el tràfic anual d'opi s'acostava als 20.000 cofres, cadascun amb un pes net d'unes 140 lliures (uns 63 kg), en comparació amb només uns 4.000 cofres anuals entre 1800 i 1818. Després que el monopoli del te de la Companyia de les Índies Orientals acabés el 1833 i els comerciants privats va començar a incorporar-se, aquesta quantitat es duplicaria abans del tancament de la dècada.

### Canvi de la política comercial
A més de l'inici del comerç de l'opi, les innovacions econòmiques i socials van provocar un canvi en els paràmetres del comerç més ampli sino-europeu. La formulació de l'economia clàssica per Adam Smith i altres teòrics econòmics va provocar que la creença acadèmica en el mercantilisme declinaria a Gran Bretanya. Sota el sistema anterior, l'emperador Qianlong va restringir el comerç amb estrangers a sòl xinès només per als comerciants xinesos amb llicència, mentre que el govern britànic per la seva banda va emetre una carta de monopoli per al comerç només a la Companyia Britànica de les Índies Orientals. Aquest acord no va ser qüestionat fins al segle xix, quan la idea del lliure comerç es va popularitzar a Occident. Impulsada per la Revolució Industrial, Gran Bretanya va començar a utilitzar el seu creixent poder naval per difondre un model econòmic àmpliament liberal, que abastava mercats oberts i un comerç internacional relativament lliure de barreres, una política en línia amb el credo de l'economia smithiana. This Aquesta postura sobre el comerç pretenia obrir els mercats estrangers als recursos de les colònies britàniques, així com proporcionar al públic britànic un major accés a béns de consum com el te. A Gran Bretanya, l'adopció del patró or el 1821 va donar lloc a que l'imperi encunyés xílings de plata estandarditzats, reduint encara més la disponibilitat de plata per al comerç a Àsia i va estimular el govern britànic a pressionar per obtenir més drets comercials a la Xina.
En contrast amb aquest nou model econòmic, la dinastia Qing va continuar utilitzant una filosofia econòmica altament organitzada i confucià-modernista que demanava una intervenció estricta del govern en la indústria per tal de preservar l'estabilitat de la societat. Tot i que el govern de Qing no era explícitament contrari al comerç, la manca de necessitat d'importacions i els impostos cada cop més elevats sobre béns de luxe van limitar la pressió sobre el govern per obrir més ports al comerç internacional. La rígida jerarquia mercantil de la Xina també va bloquejar els esforços per obrir ports a vaixells i negocis estrangers. Els comerciants xinesos que operaven a l'interior de la Xina volien evitar les fluctuacions del mercat causades per la importació de béns estrangers que competirien amb la producció nacional, mentre que les famílies Cohong de Canton es van beneficiar molt mantenint la seva ciutat com a únic punt d'entrada per als productes estrangers.
Al tombant del segle xix països com Gran Bretanya, Holanda, Dinamarca, Rússia i els Estats Units van començar a buscar drets comercials addicionals a la Xina. La principal entre les preocupacions de les nacions occidentals va ser la fi del sistema de Canton i l'obertura al comerç dels amplis mercats de consum de la Xina. Gran Bretanya, en particular, estava augmentant molt les seves exportacions a la Xina, ja que la implementació de l'estàndard or per part de l'imperi el va obligar a comprar plata i or d'Europa continental i Mèxic per alimentar encara més la seva economia en ràpida industrialització. Intents d'una ambaixada britànica (encapçalada per Macartney el 1793), una missió holandesa (amb Jacob van Braam el 1794), Rússia (encapçalada per Iuri Golovkin el 1805) i els britànics de nou (el comte William Amherst el 1816) per negociar un major accés al mercat xinès van ser vetats pels successius emperadors Qing. En trobar-se amb l'emperador Jiaqing el 1816, Amherst es va negar a realitzar la tradicional reverència, un acte que els Qing van veure com una greu violació de l'etiqueta. Amherst i la seva comitiva van ser expulsats de la Xina, una rebeca diplomàtica que va enfadar el govern britànic.
Un dels motius principals va ser que els consumidors britànics havien desenvolupat una gran afició pel te xinès, així com per altres productes com la porcellana i la seda. Però els consumidors xinesos no tenien cap preferència similar per cap bé produït a Gran Bretanya. A causa d'aquest desequilibri comercial, Gran Bretanya va haver d'utilitzar cada cop més plata per pagar les seves creixents compres de productes xinesos. Gran Bretanya va patir un gran dèficit comercial durant el comerç sino-britanès. Mentrestant, l'alt aranzel va fer que el govern britànic estigués molt insatisfet amb el govern Qing. Els xinesos només permetien plata a canvi dels productes que oferien, de manera que una quantitat important d'aquesta mercaderia marxava de l'Imperi Britànic.
A mesura que els seus comerciants van guanyar una influència creixent a la Xina, Gran Bretanya va reforçar la seva força militar al sud de la Xina. Gran Bretanya va començar a enviar vaixells de guerra per combatre la pirateria al riu Perla, i el 1808 va establir una guarnició permanent de tropes britàniques a Macau per defensar-se dels atacs francesos.

### Comerciants estrangers a Canton
A mesura que el comerç de la Xina alimentat per l'opi va augmentar en abast i valor, la presència estrangera a Cantón i Macau va créixer en mida i influència. El districte de les Tretze Fàbriques de Cantón va continuar expandint-se i va ser anomenat el "barri estranger". Una petita població de comerciants va començar a romandre a Cantón durant tot l'any (la majoria de comerciants vivien a Macau durant els mesos d'estiu, després es traslladaven a Cantón a l'hivern), i es va formar una cambra de comerç local. A les dues primeres dècades del segle xix, el comerç cada cop més sofisticat (i rendible) entre Europa i la Xina va permetre que una camarilla de comerciants europeus assoleixi posicions de gran importància a la Xina. Les més notables d'aquestes figures van ser William Jardine i James Matheson (que van fundar Jardine Matheson), comerciants britànics que operaven un negoci d'enviament i enviament a Canton i Macau, amb associats com Jamsetjee Jejeebhoy, que es va convertir en el seu principal proveïdor a l'Índia. Tot i que tots tres tractaven de béns legals, també es van beneficiar molt de la venda d'opi. Jardine, en particular, va ser eficaç per navegar per l'entorn polític de Canton per permetre que més narcòtics fossin de contraban a la Xina. També menyspreava el sistema legal xinès, i sovint utilitzava la seva influència econòmica per subvertir les autoritats xineses. Això va incloure la seva petició (amb el suport de Matheson) perquè el govern britànic intentés obtenir drets comercials i reconeixement polític de la Xina imperial, per la força si fos necessari. A més del comerç, van arribar alguns missioners occidentals que van començar a fer proselitisme del cristianisme als xinesos. Tot i que alguns funcionaris van tolerar això (els jesuïtes de Macau havien estat actius a la Xina des de principis del segle xvii), alguns funcionaris es van enfrontar amb els cristians xinesos, augmentant les tensions entre els comerciants occidentals i els funcionaris Qing.
Mentre la comunitat estrangera a Canton creixia en influència, el govern local va començar a patir discòrdies civils a la Xina. La Rebel·lió del Lotus Blanc (1796–1804) va esgotar el tresor de plata de la dinastia Qing, obligant el govern a cobrar impostos cada cop més pesats als comerciants. Aquests impostos no es van reduir després que la rebel·lió va ser aixafada, ja que el govern xinès va iniciar un projecte massiu per reparar propietats estatals al riu Groc, conegut com la "Preservació del Riu Groc". A més, s'esperava que els comerciants de Canton fessin contribucions per lluitar contra el bandolerisme. Aquests impostos van pesar molt sobre els beneficis dels comerciants de Cohong; a la dècada de 1830, els anteriorment pròspers Cohong havien vist la seva riquesa molt reduïda. A més, la disminució del valor de la moneda nacional de la Xina va fer que moltes persones de Canton utilitzessin monedes de plata estrangeres (les monedes espanyoles eren les més valorades, seguides de les americanes) ja que contenien quantitats més altes de plata. L'ús de monedes occidentals va permetre als moneders cantoneses fer moltes monedes xineses a partir de monedes occidentals foses, augmentant considerablement la riquesa de la ciutat i els ingressos fiscals alhora que lligaven gran part de l'economia de la ciutat als comerciants estrangers
Un desenvolupament significatiu va arribar el 1834 quan els reformadors (alguns dels quals tenien el suport financer de Jardine) a Gran Bretanya, advocant pel lliure comerç, van aconseguir acabar amb el monopoli de la Companyia Britànica de les Índies Orientals sota la Charter Act de l'any anterior. Aquest canvi en la política comercial va acabar amb la necessitat dels comerciants de complir amb la carta reial per al comerç a l'Extrem Orient; amb l'aixecament d'aquesta restricció centenària, el comerç de la Xina britànica es va obrir als empresaris privats, molts dels quals es van incorporar al comerç d'opi molt rendible.
En vigílies de la repressió del govern Qing contra l'opi, un funcionari xinès va descriure els canvis en la societat provocats per la droga;
| « | Al principi, el tabaquisme d'opi es va limitar als petimetres de famílies benestants que van agafar l'hàbit com una forma de consum notori, fins i tot ells sabien que no s'hi havien de lliurar al màxim. Més tard, gent de tots els estrats socials —des de funcionaris del govern i membres de la noblesa fins a artesans, comerciants, animadors i criats, i fins i tot dones, monjos i monges budistes i sacerdots taoistes— van prendre l'hàbit i es van comprar i es van equipar obertament amb instruments per fumar. Fins i tot al centre de la nostra dinastia —la capital de la nació i els seus voltants— alguns dels habitants també han estat contaminats per aquest verí terrible. | » |

#### L'afer Napier
A finals de 1834, per donar cabuda a la revocació del monopoli de la Companyia de les Índies Orientals, els britànics van enviar Lord William John Napier a Macau juntament amb John Francis Davis i Sir George Best Robinson, com a superintendents britànics del comerç a la Xina. Napier va rebre instruccions per obeir les regulacions xineses, comunicar-se directament amb les autoritats xineses, supervisar el comerç relacionat amb el comerç de contraban d'opi i examinar la costa de la Xina. A la seva arribada a la Xina, Napier va intentar eludir el sistema restrictiu que prohibia el contacte directe amb els funcionaris xinesos enviant una carta directament al virrei de Cantón. El virrei es va negar a acceptar-ho, i el 2 de setembre d'aquell any es va emetre un edicte que tancava temporalment el comerç britànic. En resposta, Napier va ordenar a dos vaixells de la Royal Navy bombardejar forts xinesos al riu Perla en una demostració de força. Aquesta ordre es va seguir, però la guerra es va evitar perquè Napier va caure malalt de tifus i va ordenar una retirada. El breu duel d'artilleria va provocar la condemna del govern xinès, així com les crítiques del govern britànic i dels comerciants estrangers. Altres nacionalitats, com els nord-americans, van prosperar gràcies al seu continuat comerç pacífic amb la Xina, però als britànics se'ls va dir que abandonessin Canton cap a Whampoa o Macau. Lord Napier es va veure obligat a tornar a Macau, on va morir de tifus pocs dies després. Després de la mort de Lord Napier, el capità Charles Elliot va rebre la Comissió del Rei com a Superintendent de Comerç el 1836 per continuar el treball de Napier de conciliar els xinesos.

## Escalada de tensions

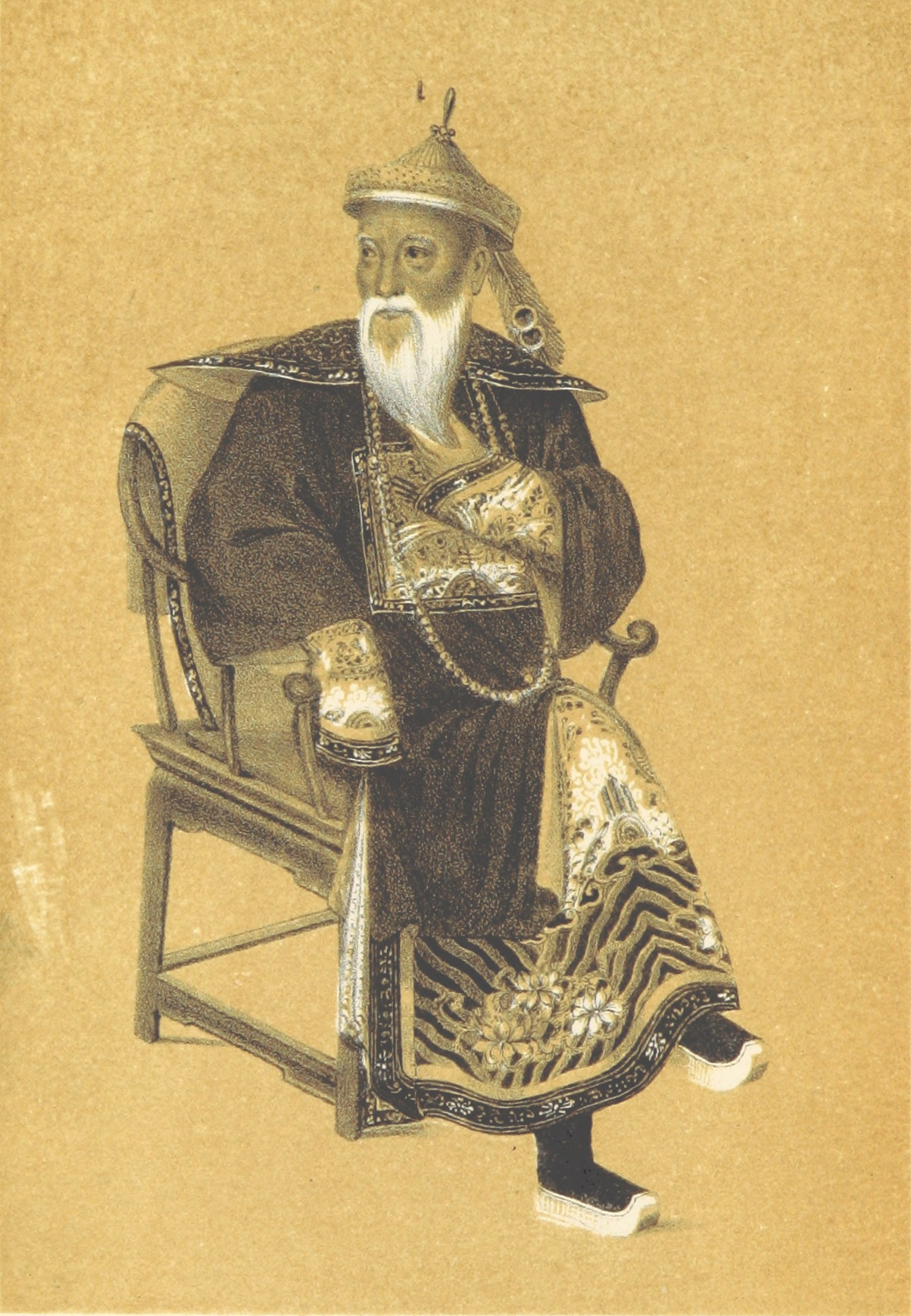
El comissari Lin Zexu, anomenat "Lin dels cels clars" per la seva integritat moral.

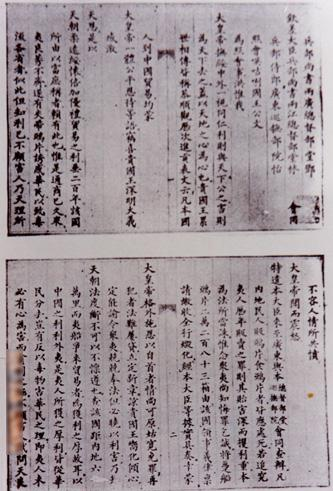
El "memorial" de Lin Zexu (摺奏) escrit directament a la reina Victòria

El 1838, els britànics venien aproximadament 1.400 tones d'opi anuals a la Xina. La legalització del comerç d'opi va ser objecte de debat en curs dins de l'administració xinesa, però una proposta per legalitzar el narcòtic va ser rebutjada repetidament, i el 1838 el govern va començar a condemnar activament els narcotraficants xinesos a mort.
També hi va haver factors a llarg termini que van empènyer el govern xinès a actuar. L'historiador Jonathan D. Spence enumera aquests factors que van provocar la guerra:
les dislocacions socials que van començar a aparèixer al món Qing, l'expansió de l'addicció, el creixement d'una mentalitat de línia dura cap als estrangers, la negativa estrangera a acceptar les normes legals xineses, els canvis en les estructures comercials internacionals i la fi de l'admiració dels intel·lectuals occidentals. per a la Xina... Quan les dures prohibicions de 1838 van començar a entrar en vigor, el mercat va disminuir i els comerciants es van trobar perillosament excés d'oferta. Un segon factor que va contribuir va ser que el nou càrrec britànic de superintendent de comerç exterior a la Xina va ser ocupat per un diputat de la corona britànica... Si els xinesos es creuaven amb el superintendent, estarien insultant la nació britànica més que la corporació empresarial. ...[El superintendent podria] demanar directament l'ajuda de les forces armades britàniques i de la Royal Navy en moments de greus problemes.
El 1839, l'emperador Daoguang va nomenar l'erudit oficial Lin Zexu al càrrec de comissari especial imperial amb la tasca d'erradicar el comerç d'opi. La famosa "Carta oberta a la reina Victòria" de Lin va apel·lar al raonament moral de la reina Victòria. Citant el que va entendre erròniament que era una prohibició estricta de l'opi a Gran Bretanya, Lin va qüestionar com Gran Bretanya podia declarar-se moral mentre els seus comerciants es beneficiaven de la venda legal a la Xina d'una droga que estava prohibida a Gran Bretanya. Va escriure: "La vostra Majestat no ha estat abans notificada oficialment d'aquesta manera, i podeu al·legar desconeixement de la severitat de les nostres lleis, però ara li asseguro que volem tallar aquesta droga perjudicial per sempre". La carta mai no va arribar a la reina, amb una font que va suggerir que es va perdre en trànsit. Lin va prometre que res el desviaria de la seva missió: "Si el tràfic d'opi no s'aturava d'aquí a unes dècades no només estarem sense soldats per resistir l'enemic, sinó també sense plata per proporcionar un exèrcit." Lin va prohibir la venda d'opi i va exigir que tots els subministraments de la droga fossin lliurats a les autoritats xineses. També va tancar el canal del riu Perla, atrapant als comerciants britànics a Canton. A més d'apoderar-se de les reserves d'opi als magatzems i les Tretze Fàbriques, les tropes xineses van abordar vaixells britànics al riu Perla i al mar de la Xina Meridional abans de destruir l'opi a bord.
El superintendent britànic de comerç a la Xina, Charles Elliot, va protestar contra la decisió d'apoderar-se per la força de les reserves d'opi. Va ordenar que tots els vaixells que transportaven opi fugissin i es preparessin per a la batalla. Lin va respondre assetjant els comerciants estrangers al barri estranger de Canton, i els va impedir comunicar-se amb els seus vaixells al port. Per desactivar la situació, Elliot va convèncer els comerciants britànics de cooperar amb les autoritats xineses i lliurar les seves reserves d'opi amb la promesa d'una eventual compensació per les seves pèrdues per part del govern britànic. Tot i que això va suposar un reconeixement tàcit que el govern britànic no desaprovava el comerç, també va posar una gran responsabilitat al Tresor. Aquesta promesa, i la incapacitat del govern britànic de pagar-la sense provocar una tempesta política, es va utilitzar com a casus belli important per al posterior atac britànic.Durant l'abril i maig de 1839, els comerciants britànics i nord-americans van lliurar 20.283 cofres i 200 sacs d'opi. L'estoc va ser destruït públicament a la platja fora de Canton.

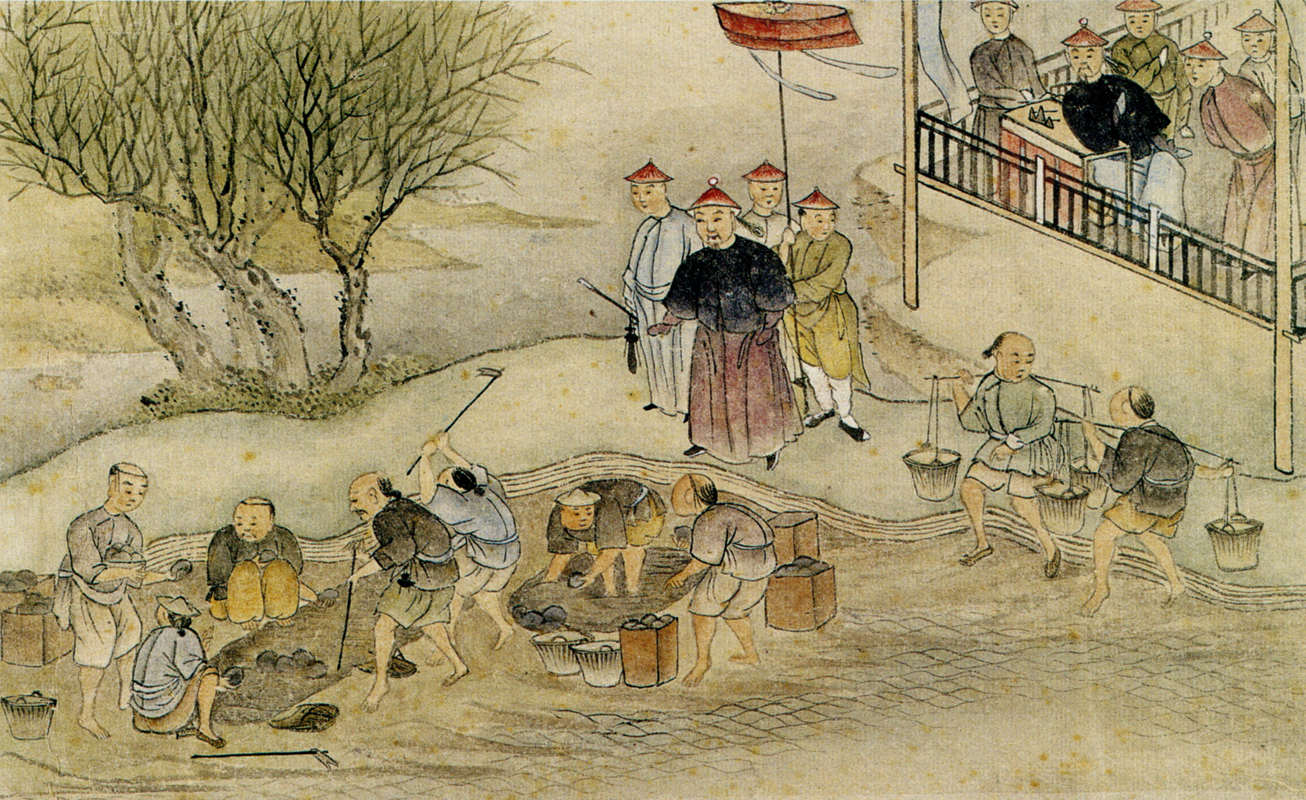
Representació xinesa contemporània de la destrucció de l'opi sota el comissari Lin.

Després de lliurar l'opi, es va reiniciar el comerç amb l'estricta condició que no s'enviés més opi a la Xina. Buscant una manera de controlar eficaçment el comerç exterior i depurar la corrupció, Lin i els seus assessors van decidir reformar el sistema de bons existent. Amb aquest sistema, un capità estranger i el comerciant Cohong que havien comprat les mercaderies del seu vaixell van jurar que el vaixell no transportava mercaderies il·legals. En examinar els registres del port, Lin es va indignar al trobar que en els 20 anys des que l'opi havia estat declarat il·legal, no s'havia denunciat cap infracció. Com a conseqüència, Lin va exigir que tots els comerciants estrangers i els funcionaris de Qing signessin un nou vincle prometent no comercialitzar l'opi sota pena de mort. El govern britànic es va oposar a la seva signatura del vincle, sentint que violava el principi de lliure comerç, però alguns comerciants que no comerciaven amb opi (com Olyphant & Co.) estaven disposats a signar contra les ordres d'Elliot. El comerç de béns habituals va continuar sense parar, i l'escassetat d'opi provocada per la confiscació dels magatzems estrangers va fer que el mercat negre prosperés. Alguns vaixells mercants recentment arribats van poder assabentar-se de la prohibició de l'opi abans d'entrar a l'estuari del riu Perla, i així van descarregar les seves càrregues a l'illa de Lintin. L'oportunitat causada pel fort augment del preu de l'opi va ser aprofitada per algunes de les cases de comerç i contrabandistes Cohong , que van poder eludir els esforços del comissari Lin i van introduir de contraban més opi a la Xina. El superintendent Elliot era conscient de les activitats dels contrabandistes a Lintin i tenia ordres d'aturar-los, però temia que qualsevol acció de la Royal Navy pogués desencadenar una guerra i va retenir els seus vaixells.

### Escaramussa a Kowloon
A principis de juliol de 1839 un grup de mariners mercants britànics a Kowloon es va emborratxar després de consumir licor d'arròs. Dos dels mariners es van agitar i van colpejar fins a matar Lin Weixi, un vilatà de la propera Tsim Sha Tsui. El superintendent Elliot va ordenar l'arrest dels dos homes i va pagar una compensació a la família i al poble de Lin. No obstant això, va rebutjar una sol·licitud per lliurar els mariners a les autoritats xineses, tement que fossin executats d'acord amb el codi legal xinès. [92] El comissari Lin va veure això com una obstrucció a la justícia i va ordenar que els mariners fossin lliurats. En lloc d'això, Elliot va celebrar un judici per als homes acusats a bord d'un vaixell de guerra al mar, amb ell mateix servint com a jutge i els capitans mercants servint com a jurat. Va convidar les autoritats Qing a observar i comentar el procediment, però l'oferta va ser rebutjada. El tribunal naval va condemnar 5 mariners d'assalt i disturbis, i els va condemnar a multes juntament amb treballs forçats a Gran Bretanya (un veredicte posteriorment anul·lat als tribunals britànics).

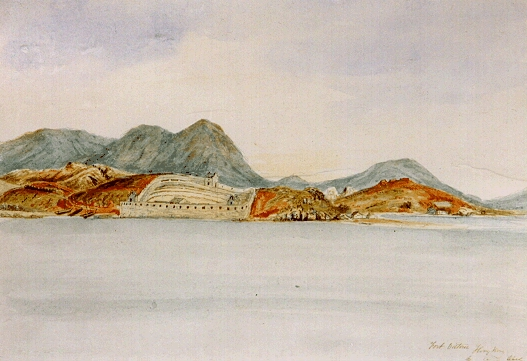
Pintura de 1841 del fort xinès de Kowloon.

Enfadat per la violació de la sobirania de la Xina, Lin va recordar els treballadors xinesos de Macau i va emetre un edicte que impedia la venda d'aliments als britànics. Es van desplegar juncs de guerra a la desembocadura del riu Perla, mentre els Qing es van col·locar senyals i es van escampar rumors que havien enverinat les fonts d'aigua dolça que tradicionalment s'utilitzaven per reposar vaixells mercants estrangers. El 23 d'agost, un vaixell que pertanyia a un destacat comerciant d'opi va ser atacat per pirates lascar mentre viatjava riu avall des de Cantón fins a Macau. Els rumors es van estendre entre els britànics que havien estat soldats xinesos els que havien atacat el vaixell, i Elliot va ordenar que tots els vaixells britànics abandonessin la costa de la Xina el 24 d'agost. Aquell mateix dia Macau va prohibir el seu port als vaixells britànics a petició de Lin. El comissari va viatjar personalment a la ciutat, on va ser rebut per alguns dels habitants com un heroi que havia restaurat l'ordre i la llei. El vol des de Macau va assegurar que a finals d'agost més de 60 vaixells britànics i més de 2000 persones estaven al ralentí de la costa xinesa, quedant ràpidament sense provisions. El 30 d'agost l' HMS Volage va arribar per defensar la flota d'un potencial atac xinès, i Elliot va advertir a les autoritats Qing a Kowloon que l'embargament sobre aliments i aigua s'havia de posar fi aviat.
A principis del 4 de setembre, Elliot va enviar una goleta armada i un cutter a Kowloon per comprar provisions als camperols xinesos. Els dos vaixells es van acostar a tres juncs de guerra xinesa al port i van demanar permís per desembarcar homes per tal d'aprovisionar-se. Als britànics se'ls va permetre passar i els mariners xinesos van proporcionar als britànics les necessitats bàsiques, però el comandant xinès dins del fort de Kowloon es va negar a permetre als locals comerciar amb els britànics i va confinar la gent del poble dins de l'assentament. La situació es va anar fent més intensa a mesura que avançava el dia i, a la tarda, Elliot va emetre un ultimàtum que, si els xinesos es neguessin a permetre que els britànics compressin subministraments, els dispararien. Va passar una data límit a les 3:00 de la tarda fixada per Elliot i els vaixells britànics van obrir foc contra els vaixells xinesos. Els juncs van tornar el foc i els artillers xinesos a terra van començar a disparar als vaixells britànics. La caiguda de la nit va posar fi a la batalla, i els juncs xinesos es van retirar, posant fi al que es coneixeria com la batalla de Kowloon. Molts oficials britànics volien llançar un atac terrestre al fort de Kowloon l'endemà, però Elliot va decidir no fer-ho, afirmant que aquesta acció causaria "grans ferits i irritació" als habitants de la ciutat. Després de l'escaramussa, Elliot va fer circular un diari a Kowloon, llegint;
Els homes de la nació anglesa no desitgen més que la pau; però no poden sotmetre's a ser enverinats i morts de fam. Els creuers imperials no volen molestar ni impedir; però no han d'impedir que la gent vengui. Privar els homes de menjar és l'acte només dels hostils i hostils. [101]
{{cita|Després d'haver expulsat els vaixells xinesos, la flota britànica va començar a comprar provisions als vilatans locals, sovint amb l'ajuda d'oficials xinesos subornats a Kowloon. Lai Enjue, el comandant local a Kowloon, va declarar que s'havia guanyat una victòria contra els britànics. Va afirmar que un vaixell de guerra britànic de dos pals havia estat enfonsat i que 40–50 britànics havien mort. També va informar que els britànics no havien pogut adquirir subministraments, i els seus informes subestimaven severament la força de la Royal Navy.

### Primera batalla de Chuenpi
A finals d'octubre de 1839 el vaixell mercant Thomas Coutts va arribar a la Xina i va navegar cap a Canton. Els propietaris quàquers del Thomas Coutts es van negar per motius religiosos a negociar l'opi, un fet que les autoritats xineses eren conscients. El capità del vaixell, Warner, va creure que Elliot havia superat la seva autoritat legal en prohibir la signatura del vincle "no comerç d'opi" [, i va negociar amb el governador de Canton. Warner esperava que tots els vaixells britànics que no transportessin opi poguessin negociar per descarregar legalment les seves mercaderies a Chuenpi, una illa propera a Humen.
Per evitar que altres vaixells britànics seguissin el precedent del Thomas Coutts , Elliot va ordenar un bloqueig de la navegació britànica al riu Perla. Els combats van començar el 3 de novembre de 1839, quan un segon vaixell britànic, el Royal Saxon, va intentar navegar cap a Canton. Els vaixells de la Royal Navy britànica HMS Volage i HMS Hyacinth van disparar trets d'advertència al Royal Saxon. En resposta a aquesta commoció, una flota de joncs de guerra xinesa sota el comandament de Guan Tianpei va sortir per protegir el Royal Saxon. La consegüent primera batalla de Chuenpi va provocar la destrucció de 4 joncs de guerra xinesa i la retirada d'ambdues flotes. L'informe oficial de la marina Qing sobre la batalla de Chuenpi afirmava que l'armada havia protegit el vaixell mercant britànic i va informar d'una gran victòria per al dia. En realitat, els xinesos havien estat superats pels vaixells britànics i diversos vaixells xinesos estaven desactivats.Elliot va informar que el seu esquadró estava protegint els 29 vaixells britànics a Chuenpi, i va començar a preparar-se per a la represàlia dels Qing. Tement que els xinesos rebutgessin qualsevol contacte amb els britànics i finalment atacarien amb basses de foc, va ordenar a tots els vaixells que abandonessin Chuenpi i es dirigissin cap a la badia de Causeway, a 30 km de Macau, amb l'esperança que els ancoratges a alta mar estiguessin fora de l'abast de Lin. Elliot va demanar a Adrião Acácio da Silveira Pinto, el governador portuguès de Macau, que permetés als vaixells britànics carregar i descarregar les seves mercaderies allà a canvi de pagar els lloguers i els drets. El governador es va negar per por que els xinesos deixés de subministrar aliments i altres productes de primera necessitat a Macau, i el 14 de gener de 1840 l'emperador Daoguang va demanar a tots els comerciants estrangers a la Xina que interrompessin l'assistència material als britànics.

### Reacció a Gran Bretanya

#### Debats parlamentaris
Després de la repressió xinesa contra el comerç d'opi, va sorgir la discussió sobre com respondria Gran Bretanya, ja que el públic dels Estats Units i la Gran Bretanya havien expressat anteriorment la indignació perquè Gran Bretanya donava suport al comerç d'opi. L'Associació de l'Índia Oriental i la Xina de Londres va argumentar que el comerç d'opi estava directament o indirectament sancionat pel govern, i com a tal haurien de compensar-los per les seves pèrdues. Elliot va signar certificats que garanteixen el pagament de l'opi lliurat amb el supòsit que la Xina ho pagaria. Això va proporcionar una base legal perquè els comerciants exigissin una indemnització al govern britànic, que podien obligar a la Xina a pagar o bé pagar-la des del tresor britànic. Com que el govern no tenia fons per pagar aquestes indemnitzacions, es van afavorir obligar la Xina a pagar ja que Elliot els havia proporcionat una justificació plausible per a una expedició a la Xina. Molts ciutadans britànics simpatitzaven amb els xinesos i volien aturar la venda d'opi, mentre que altres volien contenir o regular el comerç internacional d'estupefaents. Tanmateix, es va expressar una gran ira pel tractament dels diplomàtics britànics i cap a les polítiques comercials proteccionistes de la Xina Qing. El govern controlat pels whigs, en particular, va defensar la guerra amb la Xina, i la premsa pro-Whig va publicar històries sobre "el despotisme i la crueltat" xineses. Aquesta línia de raonament va ser la defensa principal de la guerra amb la Xina.
Des de l'agost de 1839, s'havien publicat informes als diaris de Londres sobre problemes a Canton i la guerra imminent amb la Xina. El discurs anual de la reina a la Cambra dels Lords el 16 de gener de 1840 va expressar la preocupació que "han passat esdeveniments a la Xina que han provocat una interrupció de les relacions comercials dels meus súbdits amb aquest país. He donat, i continuaré donant, el l'atenció més seriosa a un assumpte que afecta tan profundament els interessos dels meus súbdits i la dignitat de la meva Corona".
El govern Whig Melbourne es trobava llavors en una situació política feble. Amb prou feines va sobreviure a una moció de censura el 31 de gener de 1840 per una majoria de 21 vots. Els conservadors van veure la qüestió de la Xina com una oportunitat per vèncer el govern, i James Graham va presentar una moció el 7 d'abril de 1840 a la Cambra dels Comuns, censurant-la. el "desig de previsió i precaució" del Govern i "la seva negligència per proporcionar al superintendent de Canton poders i instruccions" per fer front al comerç d'opi. Aquest va ser un moviment deliberat dels conservadors per evitar els temes sensibles de la guerra i el comerç d'opi i per obtenir el màxim suport per a la moció dins del partit. Les crides a l'acció militar van rebre respostes mixtes quan l'assumpte va passar al Parlament. El ministre d'Afers Exteriors Palmerston, un polític conegut per la seva política exterior agressiva i la defensa del lliure comerç, va dirigir el camp a favor de la guerra. Palmerston creia fermament que l'opi destruït s'havia de considerar propietat, no contraban, i com a tal s'havia de reparar la seva destrucció. Va justificar l'acció militar dient que ningú podria "dir que creia sincerament que el motiu del govern xinès havia estat la promoció d'hàbits morals" i que la guerra s'estava lluitant per frenar el dèficit de la balança de pagaments de la Xina. Després de consultar amb William Jardine, el secretari d'Afers Exteriors va redactar una carta al primer ministre William Melbourne demanant una resposta militar. Altres comerciants van demanar l'obertura del lliure comerç amb la Xina, i es va citar habitualment que els consumidors xinesos eren el factor impulsor del comerç d'opi. L'expulsió periòdica de comerciants britànics de Canton i la negativa del govern Qing a tractar la Gran Bretanya com un igual diplomàtic van ser vistes com un lleuger orgull nacional.
Pocs polítics conservadors o liberals van donar suport a la guerra. Sir James Graham, Lord Phillip Stanhope i William Ewart Gladstone van encapçalar la facció contra la guerra a Gran Bretanya i van denunciar l'ètica del comerç d'opi. Després de tres dies de debat, es va votar la moció de Graham el 9 d'abril de 1840, que va ser derrotada per una majoria de només 9 vots (262 vots a favor enfront de 271 vots en contra). Així, els conservadors de la Cambra dels Comuns no van poder dissuadir el govern de continuar amb la guerra i aturar els vaixells de guerra britànics que ja anaven camí cap a la Xina. La Cambra dels Comuns va acordar el 27 de juliol de 1840 una resolució d'atorgar 173.442 lliures per a les despeses de l'expedició a la Xina, molt després que esclatés la guerra amb la Xina.

#### Decisió del gabinet i cartes de Palmerston
Sota una forta pressió i pressió de diverses associacions comercials i de fabricants, el gabinet whig del primer ministre Melbourne va decidir l'1 d'octubre de 1839 enviar una expedició a la Xina. Aleshores van començar els preparatius de guerra.
A principis de novembre de 1839, Palmerston va instruir a Auckland, governador general de l'Índia, que preparés les forces militars per al desplegament a la Xina. El 20 de febrer de 1840 Palmerston (que no va tenir coneixement de la Primera Batalla de Chuenpi el novembre de 1839) va redactar dues cartes detallant la resposta britànica a la situació a la Xina. Una carta anava dirigida als Elliot, l'altra a l'emperador Daoguang i al govern Qing. La carta a l'emperador informava a la Xina que la Gran Bretanya havia enviat un cos expedicionari militar a la costa xinesa. A la carta, Palmerston va afirmar que,
| « | Aquestes mesures d'hostilitat per part de la Gran Bretanya contra la Xina no només estan justificades, sinó que fins i tot es fan absolutament necessàries, pels ultratges que han estat comesos per les autoritats xineses contra els oficials i súbdits britànics, i aquestes hostilitats no cessaran, fins que el govern xinès hagi fet un acord. | » |

En la seva carta als Elliot, Palmerston va instruir als comandants que establissin un bloqueig del riu Perla i que remetessin a un funcionari xinès la carta de Palmerston dirigida a l'emperador xinès. Aleshores havien de capturar les illes Zhoushan, bloquejar la desembocadura del riu Yangtze, iniciar negociacions amb els funcionaris Qing i finalment navegar la flota cap al mar de Bohai, on enviarien una altra còpia de l'esmentada carta a Pequín. Palmerston també va publicar una llista d'objectius que el govern britànic volia assolir, amb aquests objectius: 
- Exigir que les autoritats Qing tractin amb el respecte degut a un enviat reial.
- Garantir el dret del superintendent britànic a administrar justícia als súbdits britànics a la Xina.
- Buscar una compensació per la propietat britànica destruïda.
- Obtenció de l'estatus comercial més afavoridor amb el govern xinès.
- Sol·licitar el dret dels estrangers a habitar i posseir propietats privades de manera segura a la Xina.
- Assegurar que, si el contraban és confiscat d'acord amb la llei xinesa, no es produeixi cap dany a les persones dels súbdits britànics que transportin mercaderies il·lícites a la Xina.
- Acabar amb el sistema pel qual els comerciants britànics estan restringits a comerciar únicament a Canton.
- Demanar que les ciutats de Canton, Amoy, Xangai, Ningbo i la província del nord de Formosa s'obrin lliurement al comerç de totes les potències estrangeres.
- Assegurar illes al llarg de la costa xinesa que es puguin defensar i proveir fàcilment, o bé intercanvieu les illes capturades per condicions comercials favorables.

Lord Palmerston va deixar a la discreció del superintendent Elliot com es complirien aquests objectius, però va assenyalar que si bé la negociació seria un resultat preferible, no confiava que la diplomàcia tingués èxit, escrivint;
| « | Per resumir en poques paraules el resultat d'aquesta Instrucció, veureu, pel que he afirmat, que el Govern britànic exigeix al de la Xina satisfacció pel passat i seguretat per al futur; i no opta per confiar en la negociació per obtenir cap d'aquestes coses; però ha enviat una Força Naval i Militar amb ordres de començar immediatament a prendre les Mesures necessàries per assolir l'objectiu en vista. | » |

## La guerra

### Moviments inicials
Les forces navals xineses a Canton estaven sota el comandament de l'almirall Guan Tianpei, que havia lluitat contra els britànics a Chuenpi. L'exèrcit del sud i les guarnicions Qing estaven sota el comandament del general  Yang Fang. El comandament general el va assumir l'emperador Daoguang i la seva cort. El govern xinès va creure inicialment que, com en l'Afer Napier de 1834, els britànics havien estat expulsats amb èxit. Es van fer pocs preparatius per a una represàlia britànica, i els esdeveniments que van conduir a l'eventual esclat de la Guerra Sino-Sikh el 1841 van ser considerats com un motiu de major preocupació.
Quedats sense una base important d'operacions a la Xina, els britànics van retirar la seva navegació mercant de la regió mentre mantenien l'esquadró de la Xina de la Royal Navy a les illes al voltant de la desembocadura del riu Perla. Des de Londres, Palmerston va continuar dictant operacions a la Xina, ordenant a la Companyia de les Índies Orientals que desviés tropes de l'Índia per preparar una guerra limitada contra els xinesos. Es va decidir que la guerra no es lliuraria com un conflicte a gran escala, sinó com una expedició punitiva. El superintendent Elliot va romandre a càrrec dels interessos britànics a la Xina, mentre que el comodor James Bremer dirigiria els Royal Marines i l'esquadró de la Xina. El major general Hugh Gough va ser seleccionat per comandar les forces terrestres britàniques i va ser ascendit a comandant general de les forces britàniques a la Xina. El cost de la guerra seria pagat pel govern britànic. Segons la carta de Lord Palmerston, els britànics van elaborar plans per llançar una sèrie d'atacs als ports i rius xinesos.
Els plans britànics per formar una força expedicionària es van iniciar immediatament després de la votació de gener de 1840. Diversos regiments d'infanteria es van aixecar a les illes britàniques i es va accelerar la finalització dels vaixells ja en construcció. Per dur a terme la propera guerra, Gran Bretanya també va començar a recórrer a les forces del seu imperi d'ultramar. L'Índia britànica s'havia estat preparant per a una guerra des que havia arribat la paraula que l'opi havia estat destruït, i s'havien reclutat diversos regiments de voluntaris bengalís per complementar les forces regulars de l'Exèrcit Britànic de l'Índia i la Companyia de les Índies Orientals. Pel que fa a les forces navals, els vaixells destinats a l'expedició es van col·locar en colònies remotes o en reparació, i la crisi oriental de 1840 (i el risc de guerra resultant entre Gran Bretanya, França i l'Imperi Otomà sobre Síria) va cridar l'atenció de les flotes europees de la Royal Navy lluny de la Xina. Es van enviar ordres a la Sud-àfrica britànica i Austràlia per enviar vaixells a Singapur, el punt de trobada assignat per a l'expedició. La Royal Navy va comprar diversos vaixells de vapor i els va adjuntar a l'expedició com a transport. El clima d'estiu anormal a l'Índia i l'estret de Malaca va frenar el desplegament britànic, i una sèrie d'accidents van disminuir la preparació per al combat de l'expedició. Sobretot, els dos vaixells de línia de 74 canons que la Royal Navy pretenia utilitzar contra les fortificacions xineses es van deixar temporalment fora de joc per danys al casc. Malgrat aquests retards, a mitjans de juny de 1840 les forces britàniques havien començat a reunir-se a Singapur. Mentre esperaven que arribessin més vaixells, els Royal Marines van practicar invasions amfíbies a la platja, primer desembarcant a terra en vaixells, després formant línies i avançant sobre fortificacions simulades.

### Inici de l'ofensiva britànica
A finals de juny de 1840 la primera part del cos expedicionari va arribar a la Xina a bord de 15 vaixells barracons, quatre canoneres de vapor i 25 vaixells més petits. La flotilla estava sota el comandament del comodor Bremer. Els britànics van emetre un ultimàtum exigint que el govern Qing pagués una compensació per les pèrdues patides per la interrupció del comerç i la destrucció de l'opi, però van ser rebutjats per les autoritats Qing a Cantón.
En les seves cartes, Palmerston havia donat instruccions als plenipotenciaris conjunts Elliot i el seu cosí l'almirall George Elliot per adquirir la cessió d'almenys una illa per al comerç a la costa xinesa. Amb la força expedicionària britànica al seu lloc, es va llançar un assalt combinat naval i terrestre a l'arxipèlag de Zhoushan (Chusan). L'illa de Zhoushan, la més gran i millor defensada de les illes va ser l'objectiu principal de l'atac, així com el seu port vital de Dinghai. Quan la flota britànica va arribar a Zhoushan, Elliot va exigir la rendició de la ciutat. El comandant de la guarnició xinesa va rebutjar el comandament, afirmant que no podia rendir-se i qüestionant quins motius tenien els britànics per assetjar Dinghai, ja que havien estat expulsats de Cantón. Els combats van començar, una flota de 12 petits juncsa va ser destruïda per la Royal Navy i els marines britànics van capturar els turons al sud de Dinghai.
Els britànics van capturar la mateixa ciutat després que un intens bombardeig naval el 5 de juliol obligués els defensors xinesos supervivents a retirar-se. Els britànics van ocupar el port de Dinghai i es van preparar per utilitzar-lo com a punt d'escena per a les operacions a la Xina. A la tardor de 1840, la malaltia va esclatar a la guarnició de Dinghai, obligant als britànics a evacuar els soldats a Manila i Calcuta. A principis de 1841 només quedaven 1900 dels 3300 homes que havien ocupat Dinghai originalment, i molts d'ells romanien incapaços de lluitar. S'estima que 500 soldats britànics van morir per malalties, i els voluntaris de Cameron i bengalí van patir més morts, mentre que els Royal Marines van quedar relativament il·lesos.
Després d'haver capturat Dinghai, l'expedició britànica va dividir les seves forces, enviant una flota al sud fins al riu Perla mentre enviava una segona flota al nord al mar Groc. La flota del nord va navegar cap al riu Hai, on Elliot va presentar personalment la carta de Palmerston a l'emperador a les autoritats Qing de la capital. Qishan, un alt funcionari manxú, va ser seleccionat per la Cort Imperial per reemplaçar Lin com el virrei de Liangguang després que aquest últim fos acomiadat per no haver resolt la situació de l'opi. Les negociacions van començar entre les dues parts, amb Qishan com a negociador principal dels Qing i Elliot com a representant de la Corona britànica. Després d'una setmana de negociacions, Qishan i Elliot van acordar traslladar-se al riu Perla per a noves negociacions. A canvi de la cortesia dels britànics per retirar-se del Mar Groc, Qishan va prometre requisar fons imperials com a restitució per als comerciants britànics que havien patit danys. La guerra, però, no es va concloure i ambdues parts van continuar enfrontant-se. A finals de la primavera de 1841 van arribar reforços de l'Índia en preparació per a una ofensiva contra Canton. Una flotilla de transports va portar 600 homes del 37è d'infanteria nativa de Madras amb formació professional a Dinghai, on la seva arribada va augmentar la moral britànica. Acompanyant la flota fins a Macau hi havia el vaixell de vapor de ferro de nova construcció HMS Nemesis, una arma contra la qual l'armada xinesa no tenia un contraatac efectiu. El 19 d'agost, tres vaixells de guerra britànics i 380 marines van expulsar els xinesos del pont terrestre (conegut com "La barrera") que separava Macau de la Xina continental. La derrota dels soldats Qing juntament amb l'arribada del Nemesis al port de Macau va donar lloc a una onada de suport pro-britànic a la ciutat, i diversos oficials Qing van ser expulsats o morts. Portugal es va mantenir neutral en el conflicte, però després de la batalla va estar disposat a permetre que els vaixells britànics atraquessin a Macau, una decisió que va concedir als britànics un port en funcionament al sud de la Xina. Amb els ports estratègics de Dinghai i Macau assegurats, els britànics van començar a centrar-se en la guerra al riu Perla. Cinc mesos després de la victòria britànica a Chusan, els elements del nord de l'expedició van navegar cap al sud fins a Humen, conegut pels britànics com "The Bogue". Bremer va considerar que aconseguir el control del riu Perla i Canton posaria els britànics en una forta posició de negociació amb les autoritats Qing, així com permetria la renovació del comerç quan acabés la guerra.

### Campanya del riu Perla
Mentre els britànics feien campanya al nord, l'almirall Qing Guan Tianpei va reforçar molt les posicions Qing a Humen (Bocca Tigris), sospitant (les fonts afirmen que Guan s'havia estat preparant per a un eventual atac a la posició des de l'atac de Napier el 1835) que els britànics intentarien pujar pel riu Pearl fins a Canton. Els forts d'Humen van bloquejar el trànsit del riu i estaven guarnits amb 3000 homes i 306 canons. Quan la flota britànica estava preparada per a l'acció, 10.000 soldats Qing estaven en condicions de defensar Canton i els seus voltants. La flota britànica va arribar a principis de gener i va començar a bombardejar les defenses Qing a Chuenpi després que un grup de basses de foc xineses fos enviat a la deriva cap als vaixells de la Royal Navy.
El 7 de gener de 1841 els britànics van obtenir una victòria decisiva a la segona batalla de Chuenpi, destruint 11 joncs de la flota del sud xinesa i capturant els forts de Humen. La victòria va permetre als britànics establir un bloqueig de The Bogue, un cop que va obligar l'armada Qing a retirar-se riu amunt.
Coneixent el valor estratègic del delta del riu Perla per a la Xina i conscient que la superioritat naval britànica feia poc probable una reconquesta de la regió, Qishan va intentar evitar que la guerra s'ampliés encara més negociant un tractat de pau amb Gran Bretanya. El 21 de gener, Qishan i Elliot van redactar la Convenció de Chuenpi, un document que ambdues parts esperaven que acabés amb la guerra. La convenció establiria la igualtat de drets diplomàtics entre Gran Bretanya i Xina, canviaria l'illa de Hong Kong per Zhoushan, facilitaria l'alliberament dels ciutadans britànics nàufrags i segrestats en poder dels xinesos i reobriria el comerç a Cantón l'1 de febrer de 1841. La Xina també pagaria sis milions de dòlars de plata com a compensació per l'opi destruït a Humen el 1838. No obstant això, l'estatus legal del comerç d'opi no es va resoldre i, en canvi, es va deixar obert per discutir-lo en una data futura. Malgrat l'èxit de les negociacions entre Qishan i Elliot, els dos governs respectius es van negar a signar la convenció. L'emperador Daoguang es va indignar perquè el territori Qing es renunciaria en un tractat que s'havia signat sense el seu permís, i va ordenar que Qishan fos arrestat (després va ser condemnat a mort; després la sentència es va commutar pel servei militar). Lord Palmerston va recordar Elliot de el seu càrrec i es va negar a signar la convenció, desitjant que els xinesos es veiessin forçats a donar més concessions segons les seves instruccions originals.
El breu interludi en la lluita va acabar a principis de febrer després que els xinesos es neguessin a reobrir Canton al comerç britànic. El 19 de febrer, un bot de l'HMS Nemesis va ser atacat des d'un fort a l'illa nord de Wangtong , i va provocar una resposta britànica. Els comandants britànics van ordenar un altre bloqueig del riu Perla i van reprendre les operacions de combat contra els xinesos. Els britànics van capturar els forts restants de Bogue el 26 de febrer durant les batalles de Bogue i de First Bar l'endemà, permetent que la flota es mogués més riu amunt cap a Canton. L'almirall Tianpei va ser mort en acció durant els combats el 26 de febrer. El 2 de març els britànics van destruir un fort Qing prop de Pazhou i van capturar Whampoa, una acció que va amenaçar directament el flanc est de Canton. El major general Gough, que havia arribat recentment de Madras a bord de l'HMS Cruizer, va dirigir personalment l'atac a Whampoa. El superintendent Elliot (que no sabia que havia estat destituït) i el governador general de Canton van declarar una treva de 3 dies el 3 de març. Entre el 3 i el 6 les forces britàniques que havien evacuat Zhoushan per la Convenció de Chuenpi van arribar al riu Perla. L'exèrcit xinès també es va reforçar, i el 16 de març el general Yang Fang comandava 30.000 homes a la zona dels voltants de Cantón.
Mentre la flota britànica principal es preparava per navegar pel riu Perla fins a Cantón, un grup de tres vaixells de guerra van partir cap a l' estuari del riu Xi, amb la intenció de navegar per la via fluvial entre Macau i Cantón. La flota, dirigida pel capità James Scott i el superintendent Elliot, estava formada per la fragata HMS Samarang i els vaixells de vapor HMS Nemesis i HMS Atalanta. Encara que la via fluvial només tenia 6 peus de profunditat, els poc calat dels vaixells de vapor van permetre als britànics apropar-se a Canton des d'una direcció que Qing creia impossible. En una sèrie d'enfrontaments al llarg del riu del 13 al 15 de març, els britànics van capturar o destruir vaixells, canons i equipament militar xinesos. 9 joncs, 6 fortaleses i 105 canons van ser destruïts o capturats en el que es coneixia com l'expedició de Broadway.
Amb el riu de les Perles netejat de les defenses xineses, els britànics van debatre avançar cap a Canton. Tot i que la treva havia acabat el 6 de març, el superintendent Elliot creia que els britànics haurien de negociar amb les autoritats Qing des de la seva posició de força actual en lloc d'arriscar-se a una batalla a Canton. L'exèrcit Qing no va fer cap moviment agressiu contra els britànics i, en canvi, va començar a fortificar la ciutat. Els enginyers militars xinesos van començar a establir una sèrie de moviments de terra de fang a la riba del riu, van enfonsar joncs per crear blocs i van començar a construir basses de foc i canoneres. Els comerciants xinesos van rebre l'ordre de treure tota la seda i el te de Canton per impedir el comerç, i a la població local se li va prohibir vendre menjar als vaixells britànics al riu. El 16 de març es va disparar contra un vaixell britànic que s'acostava a un fort xinès sota bandera de treva, fet que va provocar que els britànics incendiessin el fort amb coets. Aquestes accions van convèncer Elliot que els xinesos s'estaven preparant per lluitar, i després del retorn dels vaixells de l'expedició de Broadway a la flota, els britànics van atacar Canton el 18 de març, agafant les Tretze fàbriques amb molt poques baixes i aixecant la Union Jack per sobre de la fàbrica britànica. La ciutat va ser ocupada parcialment pels britànics i el comerç es va reobrir després d'una negociació amb els comerciants Cohong . Després de diversos dies de nous èxits militars, les forces britàniques van comandar els terrenys alts al voltant de Canton. El 20 de març es va declarar una altra treva. En contra del consell d'alguns dels seus capitans, Elliot va retirar la majoria dels vaixells de guerra de la Royal Navy riu avall fins al Bocca Tigris.
A mitjans d'abril, Yishan (reemplaçament de Qishan com a virrei de Liangguang i cosí de l'emperador Daoguang) va arribar a Cantón. Va declarar que el comerç hauria de continuar obert, va enviar emissaris a Elliot i va començar a reunir actius militars fora de Canton. L'exèrcit Qing acampat fora de la ciutat aviat va ser de 50.000, i els diners obtinguts amb el comerç reobert es van gastar en reparar i ampliar les defenses de Canton. Es van construir bateries d'artilleria ocultes al llarg del riu Perla, es van desplegar soldats xinesos a Whampoa i el Bocca Tigris, i centenars de petites embarcacions fluvials van ser armades per a la guerra. Un butlletí enviat per l'emperador Daoguang va ordenar a les forces Qing "exterminar els rebels en tots els punts", i es van donar ordres d'expulsar els britànics del riu Perla abans de recuperar Hong Kong i expulsar els invasors de la Xina per complet. Aquesta ordre es va filtrar i es va difondre àmpliament a Cantón entre els comerciants estrangers, que ja desconfiaven de les intencions xineses després d'assabentar-se de l'acumulació militar de Qing. Al maig, molts comerciants Cohong i les seves famílies van abandonar la ciutat, fet que va generar més preocupacions sobre una renovació de les hostilitats. Es van escampar els rumors que els bussejadors xinesos estaven sent entrenats per perforar forats al casc dels vaixells britànics i que s'estaven preparant flotes de basses de foc per al desplegament contra la Royal Navy. Durant l'acumulació, l'exèrcit Qing es va veure debilitat per les lluites entre unitats i la falta de confiança en Yishan, que desconfiava obertament dels civils i soldats cantoneses, i va optar per confiar en les forces extretes d'altres províncies xineses.El 20 de maig, Yishan va emetre una declaració en la qual demanava "a la gent de Canton i a tots els comerciants estrangers que siguin respectuosament obedients, que no tremolin d'alarma i s'espantin del seu enginy davant les hostes militars que s'estan reunint". al voltant, no hi ha possibilitat d'hostilitats". L'endemà, Elliot va demanar que tots els comerciants britànics evacuessin la ciutat al capvespre, i diversos vaixells de guerra van ser revocats a les seves posicions davant de Canton.
La nit del 21 de maig, els Qing van llançar un atac nocturn coordinat contra l'exèrcit i la marina britànics. Les bateries d'artilleria amagades a Canton i al riu Perla (moltes de les quals els britànics creien que havien desactivat abans) van obrir foc, i els soldats Qing van recuperar la fàbrica britànica. Una gran formació de 200 brulots connectats per una cadena va ser enviada a la deriva cap als vaixells britànics a Canton, i els vaixells pesquers armats amb canons de metxa van començar a enfrontar-se a la Royal Navy. Els vaixells de guerra britànics van poder evadir l'atac i les basses perdudes van incendiar el litoral de Canton, il·luminant el riu i frustrant l'atac nocturn. Riu avall, a Whampoa, els xinesos van atacar els vaixells britànics fondejats allà i van intentar evitar que els vaixells arribessin a Canton. Després d'haver sospitat d'un atac, (i com a conseqüència de retardar la seva pròpia ofensiva), el general general Gough va consolidar les forces britàniques a Hong Kong i va ordenar un ràpid avanç riu amunt fins a Canton. Aquests reforços van arribar el 25 de maig i els britànics van contraatacar, prenent els últims quatre forts Qing sobre Canton i bombardejant la ciutat.
L'exèrcit Qing va fugir en pànic quan es van prendre les altures de la ciutat, i els britànics els van perseguir al camp. El 29 de maig, una multitud d'uns 20.000 vilatans i habitants del poble van atacar i van derrotar una companyia d'alimentació de 60 sipais indis en el que es va conèixer com l'incident de Sanyuanli, i Gough va ordenar una retirada de tornada al riu. Els combats van cedir el 30 de maig de 1841 i Canton va quedar totalment sota ocupació britànica. Després de la captura de Canton, el comandament britànic i el governador general de Canton van acordar un alto el foc a la regió. Sota els termes de la pau limitada (després àmpliament anomenada "el rescat de Canton"), els britànics van rebre el pagament per retirar-se més enllà dels forts de Bogue, una acció que van completar el 31 de maig. Elliott va signar el tractat de pau sense consultar l'exèrcit o la Marina britànics, un acte que no va agradar al general Gough.
La defensa de Canton va ser declarada un èxit diplomàtic per Yishan. En una carta a l'emperador, va escriure que els bàrbars havien suplicat "al general en cap que implorés al gran emperador en nom d'ells, que tingués pietat d'ells i que els fes pagar els seus deutes i que els permetés amablement. per continuar el seu comerç, quan immediatament retirarien els seus vaixells de la Bocca Tigris, i mai més gosarien provocar cap disturbi." No obstant això, el general Yang Fang va ser recriminat per l'emperador per haver acceptat una treva en lloc de resistir-se amb força als britànics. L'emperador no va ser informat que l'expedició britànica no havia estat derrotada i estava molt intacta. La cort imperial va continuar debatent el següent curs d'acció de la Xina per a la guerra, ja que l'emperador Daoguang volia que Hong Kong fos recuperat.

### Xina central
Després de la seva retirada de Canton, els britànics van traslladar el cos expedicionari a Hong Kong. Igual que amb els comandants xinesos, els líders britànics van debatre com s'havia de continuar la guerra. Elliot volia aturar les operacions militars i reobrir el comerç, mentre que el major general Gough volia capturar la ciutat d'Amoy i bloquejar el riu Yangtze. Al juliol, un tifó va colpejar Hong Kong, danyant vaixells britànics al port i destruint algunes de les instal·lacions que l'expedició estava construint a l'illa. La situació va canviar quan, el 29 de juliol, Elliot va ser informat que havia estat substituït com a superintendent per Henry Pottinger, que va arribar a Hong Kong el 10 d'agost per començar la seva administració. Pottinger volia negociar termes amb els Qing per a tot el país de la Xina, en comptes del riu Perla, i així va rebutjar els enviats xinesos de Canton i va donar permís perquè el cos expedicionari continués amb els seus plans de guerra. L'almirall Sir William Parker també va arribar a Hong Kong per substituir Humphrey Fleming Senhouse (que havia mort de febre el 29 de juny) com a comandant de les forces navals britàniques a la Xina. Els comandants britànics van acordar que les operacions de combat s'havien de traslladar al nord per pressionar Pequín, i el 21 d'agost la flota va navegar cap a Amoy.
El 25 d'agost, la flota britànica va entrar a l' estuari del riu Jiulong i va arribar a Amoy. La ciutat estava preparada per a un assalt naval, ja que els enginyers militars Qing havien construït diverses bateries d'artilleria als penya-segats de granit amb vistes al riu. Un assalt purament naval va ser considerat massa arriscat per Parker, i va fer que Gough ordenés un atac combinat naval i terrestre a les defenses. El 26 d'agost, els marines britànics i la infanteria regular (sota el foc de cobertura de la Royal Navy) van flanquejar i destruir les defenses xineses que guardaven el riu. Diversos grans vaixells britànics no van poder destruir la més gran de les bateries xineses (que va aguantar més de 12.000 bales de canó que li disparaven), de manera que la posició va ser escalada i capturada per la infanteria britànica. La ciutat d'Amoy va ser abandonada el 27 d'agost, i els soldats britànics van entrar al centre de la ciutat on van fer volar la pólvora de la ciutadella. 26 joncs xinesos i 128 canons van ser capturats, i els britànics van llançar els canons capturats al riu. Com que Lord Palmerston volia que Amoy es convertís en un port de comerç internacional al final de la guerra, Gough va ordenar que no es tolerés cap saqueig i va fer que els oficials fessin complir la pena de mort per a qualsevol que estigués saquejant. No obstant això, molts comerciants xinesos es van negar a demanar protecció britànica per por de ser titllats de traïdors a la dinastia Qing. Els britànics es van retirar a una illa del riu, on van establir una petita guarnició i van bloquejar el riu Jiulong. Amb la ciutat buida de qualsevol exèrcit, camperols, criminals i desertors van saquejar la ciutat. L'exèrcit Qing va recuperar la ciutat i va restablir l'ordre diversos dies després, després del qual el governador de la ciutat va declarar que s'havia guanyat una victòria i 5 vaixells britànics enfonsats.
A Gran Bretanya, els canvis al Parlament van fer que Lord Palmerston fos destituït del seu càrrec de ministre d'Afers Exteriors el 30 d'agost. William Lamb el va substituir i va buscar un enfocament més mesurat de la situació a la Xina. Lamb va seguir sent partidari de la guerra.
El setembre de 1841, el vaixell de transport britànic Nerbudda va naufragar en un escull de la costa nord de Taiwan després d'un breu duel d'artilleria amb un fort xinès. Aquest enfonsament va ser seguit per la pèrdua del bergantí Ann en un altre escull el març de 1842. Els supervivents d'ambdós vaixells van ser capturats i van marxar cap al sud de Taiwan, on van ser empresonats. 197 van ser executats per les autoritats Qing el 10 d'agost de 1842, mentre que 87 més van morir per maltractaments en captivitat. Això es va conèixer com l'incident de Nerbudda.
L'octubre de 1841 els britànics van consolidar el seu control sobre la costa central de la Xina. Zhoushan (Chusan) havia estat intercanviat per Hong Kong per autoritat de Qishan el gener de 1841, després del qual l'illa havia estat tornada a guarnicionar pels Qing. Tement que els xinesos milloressin les defenses de l'illa, els britànics van iniciar una invasió militar. Els britànics van atacar els Qing l'1 d'octubre. Va tenir lloc la batalla de la Segona Captura de Chusan. Les forces britàniques van matar 1500 soldats Qing i van capturar Zhoushan. La victòria va restablir el control britànic sobre l'important port de Dinghai.
El 10 d'octubre, una força naval britànica va bombardejar i capturar un fort als afores de Ningbo, a la Xina central. Una batalla va esclatar entre l'exèrcit britànic i una força xinesa de 1500 homes a la carretera entre la ciutat de Chinhai i Ningbo, durant la qual els xinesos van ser derrotats. Després de la derrota, les autoritats xineses van evacuar Ningbo i la ciutat buida va ser presa pels britànics el 13 d'octubre. Una fàbrica de canons imperials a la ciutat va ser capturada pels britànics, reduint la capacitat dels Qing de reemplaçar el seu equip perdut, i la caiguda de la ciutat va amenaçar el proper riu Qiantang. La captura de Ningbo va obligar el comandament britànic a examinar la seva política cap al territori xinès ocupat i els botins de guerra. L'almirall Parker i el superintendent Pottinger volien que un percentatge de tota la propietat xinesa capturada fos lliurada als britànics com a botins legals de guerra, mentre que el general Gough va argumentar que això només convertiria la població xinesa contra els britànics, i que si s'havia d'apoderar de la propietat, hauria de ser propietat pública més que privada. La política britànica finalment va establir que el 10% de tots els béns capturats per les forces expedicionàries britàniques serien confiscats com a botí de guerra en represàlia per les injustícies fetes als comerciants britànics. Gough va declarar més tard que aquest edicte obligaria els seus homes a "castigar un conjunt de lladres en benefici d'un altre."
Els combats van cessar durant l'hivern de 1841 mentre els britànics s'aprovisionaven. Els informes falsos enviats per Yishan a l'emperador a Pequín van donar lloc a que l'amenaça britànica continuada fos minimitzada. A finals de 1841, l'emperador Daoguang va descobrir que els seus oficials a Canton i Amoy li havien estat enviant informes embellits. Va ordenar al governador de Guangxi, Liang Chang-chü, que li enviés relats clars dels esdeveniments a Cantón, assenyalant que com que Guangxi era una província veïna, Liang havia d'estar rebent comptes independents. Va advertir a Liang que podria verificar la seva informació obtenint consultes secretes d'altres llocs. Yishan va ser convocat a la capital i va ser jutjat per la cort imperial, que el va apartar del comandament. Ara conscients de la gravetat de l'amenaça britànica, els pobles i ciutats xineses van començar a fortificar-se contra les incursions navals.
A la primavera de 1842, l'emperador Daoguang va ordenar al seu cosí Yijing que recuperés la ciutat de Ningbo (Ningpo). En la batalla de Ningpo posterior el 10 de març, la guarnició britànica va repel·lir l'assalt amb foc de rifle i artilleria naval. A Ningbo, els britànics van atraure l'exèrcit Qing als carrers de la ciutat abans d'obrir foc, provocant nombroses baixes xineses. Els britànics van perseguir l'exèrcit xinès en retirada, capturant la propera ciutat de Cixi el 15 de març.
L'important port de Zhapu va ser capturat el 18 de maig a la batalla de Chapu. Una flota britànica va bombardejar la ciutat, forçant la seva rendició. Un retingut de 300 soldats dels Vuit Estendards va frenar l'avanç de l'exèrcit britànic durant diverses hores, un acte d'heroisme que va ser elogiat per Gough.

### Campanya del riu Iang-Tsé
Amb molts ports xinesos ara bloquejats o sota ocupació britànica, el major general Gough va intentar paralitzar les finances de l'Imperi Qing atacant el riu Iang-Tsé. Al maig es van reunir 25 vaixells de guerra i 10.000 homes a Ningbo i Zhapu per a un avanç previst a l'interior xinès. Els vaixells avançats de l'expedició van navegar pel Iang-Tsé i van capturar les barcasses fiscals de l'emperador, un cop devastador que va reduir els ingressos de la cort imperial de Pequín a una fracció dels que havien estat.
El 14 de juny, la desembocadura del riu Huangpu va ser capturada per la flota britànica. El 16 de juny es va produir la batalla de Woosung, després de la qual els britànics van capturar les ciutats de Wusong i Baoshan. Els afores no defensats de Xangai van ser ocupats pels britànics el 19 de juny. Després de la batalla, Xangai va ser saquejada pels banderers Qing en retirada, soldats britànics i civils locals. L'almirall Qing Chen Huacheng va resultar mort mentre defensava un fort a Woosong.
La caiguda de Xangai va deixar vulnerable la ciutat vital de Nanjing (coneguda com Jiangning sota els Qing). Els Qing van reunir un exèrcit de 56.000 Banderers manxús i Estendards Verds Han per defensar la província de Liangjiang i van reforçar les seves defenses fluvials al Iang-Tsé. Tanmateix, l'activitat naval britànica al nord de la Xina va provocar la retirada de recursos i mà d'obra per defensar-se d'un temut atac a Pequín. El comandant Qing a la província de Liangjiang va alliberar 16 presoners britànics amb l'esperança que es pogués arribar a un alto el foc, però les pobres comunicacions van portar tant els Qing com els britànics a rebutjar qualsevol obertura en pau. En secret, l'emperador Daoguang va considerar signar un tractat de pau amb els britànics, però només pel que fa al riu Yangtze i no a la guerra en conjunt. Si s'hagués signat, les forces britàniques haurien estat pagades per no entrar al riu Iang-Tsé.
El 14 de juliol, la flota britànica del Iang-Tsé va començar a navegar pel riu. El reconeixement va alertar a Gough de la importància logística de la ciutat de Zhenjiang (Chinkiang), i es van fer plans per capturar-la. La majoria dels canons de la ciutat havien estat traslladats a Wusong i havien estat capturats pels britànics quan aquesta ciutat havia estat presa. Els comandants Qing dins de la ciutat estaven desorganitzats, i fonts xineses afirmaven que més de 100 traïdors van ser executats a Zhenjiang abans de la batalla. La flota britànica va arribar fora de la ciutat el matí del 21 de juliol, i els forts xinesos que defensaven la ciutat van ser destruïts. Els defensors xinesos es van retirar inicialment als turons circumdants, provocant un desembarcament britànic prematur. Els combats van esclatar quan milers de soldats xinesos van sortir de la ciutat, començant la batalla de Zhenjiang.
Els enginyers britànics van obrir la porta de l'oest i van entrar a la ciutat, on es van produir ferotges baralles de carrer a carrer. Zhenjiang va quedar devastada per la batalla, amb molts soldats xinesos i les seves famílies que es van suïcidar en lloc de ser fets presoners. Els britànics van patir les seves pèrdues de combat més altes de la guerra (36 morts) prenent la ciutat.
Després de capturar Zhenjiang, la flota britànica va tallar el vital Gran Canal, paralitzant el sistema Caoyun i alterant greument la capacitat xinesa de distribuir gra per tot l'Imperi. Els britànics van marxar de Zhenjiang el 3 d'agost amb la intenció de navegar cap a Nanking. Van arribar fora del districte de Jiangning el 9 d'agost i estaven en condicions d'atacar la ciutat l'11 d'agost. Tot i que l'emperador encara no havia concedit el permís explícit per negociar, els funcionaris Qing dins de la ciutat van acceptar una sol·licitud britànica de negociar.

### El tractat de Nanking
El 14 d'agost, una delegació xinesa encapçalada pel funcionari de l'alt tribunal manxú Qiying (Kiying) i Llipu va partir de Nanquín cap a la flota britànica. Les negociacions van durar diverses setmanes, ja que la delegació britànica va insistir que el tractat fos acceptat per l'emperador Daoguang. La cort va aconsellar a l'emperador que acceptés el tractat, i el 21 d'agost l'emperador Daoguang va autoritzar els seus diplomàtics a signar el tractat de pau amb els britànics. La Primera Guerra de l'Opi va acabar oficialment el 29 d'agost de 1842 amb la signatura del Tractat de Nanking. El document va ser signat per oficials dels imperis britànic i Qing a bord de l'HMS Cornwallis.

## Tecnologia i tàctiques

### Regne Unit
La superioritat militar britànica durant el conflicte va aprofitar en gran manera la força de la Royal Navy.
Els vaixells de guerra britànics portaven més armes que els seus oponents xinesos i eren prou maniobrables com per evadir les accions d'embarcament xinesos. Els vaixells de vapor com l'HMS Nemesis podien moure's contra els vents i les marees als rius xinesos, i estaven armats amb canons pesats i coets Congreve. Diversos dels vaixells de guerra britànics més grans a la Xina (sobretot els de tercera classe HMS Cornwallis, HMS Wellesley i HMS Melville) portaven més canons que flotes senceres de joncs xineses. La superioritat naval britànica va permetre a la Royal Navy atacar forts xinesos amb molt poc risc per a ells mateixos, ja que els canons navals britànics superaven la gran majoria de l'artilleria Qing.
Els soldats britànics a la Xina estaven equipats amb rifles Brunswick i mosquets Brown Bess modificats com rifles, tots dos posseïen un rang de tir efectiu de 200 a 300 metres. Els marines britànics estaven equipats amb capsules fulminants que reduïen molt els errors d'encesa de les armes i permetien que les armes de foc s'utilitzessin en ambients humits. Pel que fa a la pólvora, la fórmula britànica estava millor fabricada i contenia més sofre que la barreja xinesa. Això va atorgar a les armes britàniques un avantatge en termes d'abast, precisió i velocitat del projectil. L'artilleria britànica era més lleugera (a causa dels mètodes de forja millorats ) i més maniobrable que els canons utilitzats pels xinesos. Igual que amb l'artilleria naval, els canons britànics superaven els canons xinesos.
Pel que fa a la tàctica, les forces britàniques a la Xina van seguir les doctrines establertes durant les guerres napoleòniques que havien estat adaptades durant les diferents guerres colonials dels anys 1820 i 1830. Molts dels soldats britànics desplegats a la Xina eren veterans de les guerres colonials a l'Índia i tenien experiència lluitant contra exèrcits més grans però tecnològicament inferiors. En la batalla, la infanteria de línia britànica avançaria cap a l'enemic en columnes, formant files un cop s'haguessin apropat al camp de tir. Les companyies començarien a efectuar descàrregues conjuntes contra les files enemigues fins que es retiressin. Si calia prendre una posició, s'ordenaria un avanç o càrrega amb baionetes. Les companyies d'infanteria lleugera es filtraven per les formacions d'infanteria de línia, protegint els seus flancs i utilitzant tàctiques d'escaramusses per interrompre l'enemic. L'artilleria britànica es va utilitzar per destruir l'artilleria Qing i trencar les formacions enemigues. Durant el conflicte, la superioritat britànica en abast, velocitat de foc i precisió va permetre a la infanteria fer un dany important al seu enemic abans que els xinesos poguessin tornar el foc. L' ús de l' artilleria naval per donar suport a les operacions d'infanteria va permetre als britànics prendre ciutats i forts amb baixes mínimes.
L'estratègia global dels britànics durant la guerra va ser inhibir les finances de l'Imperi Qing, amb l'objectiu final d'adquirir una possessió colonial a la costa xinesa. Això es va aconseguir mitjançant la captura de ciutats xineses i el bloqueig dels principals sistemes fluvials. Un cop capturada una fortalesa o ciutat, els britànics destruien l'arsenal local i desactivaven tots els canons capturats. Aleshores passaven al següent objectiu, deixant enrere una petita guarnició. Aquesta estratègia va ser planificada i implementada pel major general Gough, que va poder operar amb una aportació mínima del govern britànic després que el superintendent Elliot fos revocat el 1841. El gran nombre de comerciants britànics privats i vaixells de la Companyia de les Índies Orientals desplegats a Singapur i les colònies de l'Índia van assegurar que les forces britàniques a la Xina fossin proveïdes adequadament.

### Dinastia Qing
La Xina no tenia una armada unificada, sinó que permetia a les províncies individuals gestionar les defenses navals Encara que els Qing havien invertit en defenses navals per als seus mars adjacents en períodes anteriors, després de la mort de l'emperador Qianlong el 1799, la marina va decaure a mesura que es va dirigir més atenció a suprimir la Rebel·lió Miao i la Rebel·lió del Lotus Blanc. Aquests conflictes van deixar el tresor Qing en fallida. Les forces navals restants estaven molt sobreestirades, mancades de tripulació, amb poc finançament i sense coordinació.
Des de l'inici de la guerra, l'armada xinesa es va veure molt desfavorida. Els joncs de guerra xinesos estaven pensats per a ser utilitzats contra pirates o tipus equivalents de vaixells, i eren més efectius en enfrontaments fluvials a poca distància. A causa de la baixa velocitat dels seus vaixells, els capitans Qing es van trobar constantment navegant cap a vaixells britànics molt més maniobrables, i com a conseqüència els xinesos només podien utilitzar els seus canons de proa. La mida dels vaixells britànics va fer inútils les tàctiques tradicionals d'embarcament, i els joncs portaven un nombre més petit d'armament inferior. A més, els vaixells xinesos estaven mal blindats; en diverses batalles, obusos i coets britànics van penetrar a les santabàrbares xineses i van fer detonar magatzems de pólvora. Els vaixells de vapor altament maniobrables com l'HMS Nemesis podrien delmar petites flotes de joncs, ja que tenien poques possibilitats d'aconseguir enganxar-se i fer front als vapors britànics més ràpids.L'únic vaixell de guerra d'estil occidental de la Marina Qing, el convertit East Indiaman Cambridge, va ser destruït a la Batalla de First Bar.
Pel que sembla, l'emperador xinès n'era conscient. En un edicte de 1842 va dir:
| « | ... la invasió dels bàrbars rebels, depenien dels seus vaixells forts i canons efectius per cometre actes escandalosos als mars i perjudicar la nostra gent, en gran part perquè els joncs de guerra nadius són massa petites per igualar-los. Per això jo, l'Emperador, he ordenat repetidament als nostres generals que resisteixin a terra i que no lluitin per mar... Quan arriben els vaixells enemics, no es pot oferir resistència; quan se'n van, no hi ha cap mitjà de persecució disponible... En la meva opinió, el que confien els bàrbars rebels és el fet que els jonc de guerra xinesos són incapaços de sortir al mar per lluitar contra ells.. | » |

La naturalesa defensiva del conflicte va fer que els xinesos confiessin molt en una extensa xarxa de fortificacions. L'emperador Kangxi (1654–1722) va començar la construcció de defenses fluvials per combatre els pirates i va encoratjar l'ús de canons d'estil occidental. En el moment de la Primera Guerra de l'Opi, diversos forts defensaven la majoria de les principals ciutats i vies navegables xineses. Tot i que els forts estaven ben armats i estratègicament posicionats, la derrota dels Qing va exposar grans defectes en el seu disseny. Els canons utilitzats a les fortificacions defensives Qing eren una col·lecció de peces xineses, portugueses, espanyoles i britàniques. Els canons xinesos de producció nacional es van fabricar utilitzant mètodes de forja inferiors, limitant la seva eficàcia en combat i provocant un desgast excessiu del canó de les armes. La barreja xinesa de pólvora també contenia més carbó que la barreja britànica; tot i que això el feia més estable i, per tant, més fàcil d'emmagatzemar, també limitava el seu potencial com a propulsor, disminuint l'abast i la precisió dels projectils.En general, la tecnologia xinesa de canons es considerava 200 anys per darrere de la britànica.
Els forts xinesos no van poder resistir els atacs de l'armament europeu, ja que estaven dissenyats sense glacis angulats i molts no tenien magatzems protegits. L'abast limitat del canó Qing va permetre als britànics bombardejar les defenses Qing des d'una distància segura, i després els soldats desemarcar per assaltar-los amb un risc mínim. Molts dels canons xinesos més grans es van construir com a emplaçaments fixos i no es van poder maniobrar per disparar als vaixells britànics. El fracàs de les fortificacions Qing, juntament amb la subestimació xinesa de la Royal Navy, va permetre als britànics pujar els principals rius i impedir la logística Qing. Sobretot, la poderosa sèrie de forts d'Humen estaven ben posicionats per evitar que un invasor continués riu amunt fins a Canton, però no s'havia considerat que un enemic atacaria i destruiria els mateixos forts, com van fer els britànics durant la guerra.
Al començament de la guerra, l'exèrcit Qing estava format per més de 200.000 soldats, amb uns 800.000 homes que podien ser cridats a la guerra. Aquestes forces estaven formades pels Banderers Manxús, l'Exèrcit Estandart Verd, milícies provincials i guarnicions imperials. Els exèrcits Qing estaven armats amb panys de metxa i escopetes, que tenien un abast efectiu de 100 metres. Els historiadors xinesos Liu i Zhang assenyalen que els soldats xinesos "estaven equipats amb un seixanta o setanta per cent d'armes tradicionals, de les quals les més importants eren la llança llarga, l'espasa lateral, l'arc i la fletxa, i el escut de vímet, i només un trenta o quaranta per cent del seu armament consistia en armes de pólvora, de les quals les més importants eren el mosquetó, el mosquetó pesat, el canó, la fletxa de foc i la bomba que sacsejava la terra i coses semblants" Els soldats xinesos també estaven equipats amb alabardes, llances, espases i ballestes. La dinastia Qing també va emprar grans bateries d'artilleria a la batalla.
La tàctica dels Qing es va mantenir coherent amb el que havien estat en segles anteriors. Els soldats amb armes de foc formarien files i dispararien volees contra l'enemic mentre homes armats amb llances i piques conduïen (descrit pels xinesos com Tuī (推) empeny) l'enemic fora del camp de batalla. La cavalleria es va utilitzar per trencar formacions d'infanteria i perseguir els enemics derrotats, mentre que l'artilleria Qing es va utilitzar per dispersar formacions enemigues i destruir fortificacions. Durant la Primera Guerra de l'Opi, aquestes tàctiques no van poder fer front amb èxit a la potència de foc britànica. Les formacions de cos a cos xineses van ser delmades per l'artilleria, i els soldats xinesos armats amb panys de metxa no van poder intercanviar foc eficaçment amb les files britàniques. La majoria de les batalles de la guerra es van lliurar a les ciutats o als penya-segats i ribes, limitant l'ús de la cavalleria Qing. Molts canons Qing van ser destruïts pel foc de contrabateria britànic , i les companyies d'infanteria lleugera britàniques van ser constantment capaços de flanquejar i capturar les bateries d'artilleria xineses.Un oficial britànic va dir de les forces Qing oposades: "Els xinesos són robustos i musculosos, i no són covards; els tàrtars [és a dir, els manxús] estan desesperats; però ni estan ben manats ni familiaritzats amb la guerra europea. Tanmateix, m'inclino a suposar que una bala tàrtara no és ni una mica més suau que una francesa."
L'estratègia de la dinastia Qing durant la guerra va ser evitar que els britànics s'apoderessin del territori xinès. Aquesta estratègia defensiva es va veure obstaculitzada pel fet que els Qing subestimaven severament la capacitat de l'exèrcit britànic. Les defenses Qing als rius Perla i Iang-Tsé van ser ineficaces per aturar l'empenta britànica cap a l'interior, i una artilleria naval superior va impedir que els xinesos recuperessin ciutats. La burocràcia imperial Qing va ser incapaç de reaccionar ràpidament als incitants atacs britànics, mentre que els oficials i els comandants sovint informaven d'informació falsa, defectuosa o incompleta als seus superiors. El sistema militar Qing va dificultar el desplegament de tropes per contrarestar les forces britàniques mòbils. A més, el conflicte en curs amb els sikhs a la frontera de Qing amb l'Índia va allunyar algunes de les unitats Qing més experimentades de la guerra amb Gran Bretanya.

## Conseqüències
La guerra va acabar amb la signatura del primer tractat desigual de la Xina , el Tractat de Nanking. En el suplementari tractat del Bogue, l'imperi Qing també va reconèixer Gran Bretanya com a igual a la Xina i va donar als súbdits britànics privilegis extraterritorials als ports del tractat. El 1844, els Estats Units i França van concloure tractats similars amb la Xina, els tractats de Wanghia i el Wampoa, respectivament.
A més d'obrir la Xina als comerciants d'opi europeus, el comerç europeu de mà d'obra xinesa en captivitat va créixer. Capitalistes anglòfons es referien a aquest comerç col·lectivament com "verí i porcs"

## Llegat i memòria
El comerç d'opi es va enfrontar a una intensa enemistat per part del posterior primer ministre britànic William Ewart Gladstone. Com a membre del Parlament, Gladstone la va anomenar "la més infame i atroç" fent referència al comerç d'opi entre la Xina i l'Índia britànica en particular. es va mostrar ferotgement en contra de les dues guerres de l'opi que Gran Bretanya va fer a la Xina: la Primera Guerra de l'Opi es va iniciar el 1840 i la Segona Guerra de l'Opi va iniciar-se el 1857. Va denunciar la violència britànica contra els xinesos i es va oposar fervorosamente al comerç d'opi britànic. a la Xina. Gladstone la va criticar com "La guerra de l'opi de Palmerston" i va dir el maig de 1840 que sentia "temor dels judicis de Déu sobre Anglaterra per la nostra iniquitat nacional cap a la Xina". Gladstone va fer un famós discurs al Parlament contra la Primera Guerra de l'Opi. Gladstone la va criticar com "una guerra més injusta en el seu origen, una guerra més calculada en el seu progrés per cobrir aquest país amb una desgràcia permanent". La seva hostilitat cap a l'opi va derivar dels efectes que l'opi va causar sobre la seva germana Helen. A causa de la Primera Guerra de l'Opi provocada per Palmerston, hi va haver reticències inicials a unir-se al govern de Peel en part de Gladstone abans de 1841.
La guerra va marcar l'inici del que els nacionalistes xinesos del segle xx van anomenar el "Segle d'Humiliació". La facilitat amb què les forces britàniques van derrotar els exèrcits xinesos numèricament superiors va danyar el prestigi de la dinastia. El Tractat de Nanking va ser un pas per obrir el lucratiu mercat xinès al comerç global i al comerç d'opi. La interpretació de la guerra, que va ser durant molt de temps l'estàndard a la República Popular de la Xina, es va resumir el 1976: La guerra de l'opi, "en la qual el poble xinès va lluitar contra l'agressió britànica, va marcar l'inici de la història moderna de la Xina i l'inici de la revolució democràtica burgesa del poble xinès contra l'imperialisme i el feudalisme."
El Tractat de Nanquín, el Tractat Suplementari del Bogue i els dos acords amb França i els Estats Units van ser tots "tractats desiguals" signats entre 1842 i 1844. Els termes d'aquests tractats van soscavar els mecanismes tradicionals de relacions exteriors de la Xina i els mètodes de comerç controlat. Es van obrir cinc ports per al comerç, les canoneres i la residència estrangera: Guangzhou, Xiamen, Fuzhou, Ningbo i Xangai. Hong Kong va ser capturat pels britànics per convertir-se en un port lliure i obert. Es van abolir els aranzels, impedint així que els xinesos augmentin els drets futurs per protegir les indústries nacionals i les pràctiques extraterritorials van eximir els occidentals de la llei xinesa. Això els va sotmetre a les seves pròpies lleis civils i penals del seu país d'origen. El més important és que el problema de l'opi no es va abordar mai i després de la signatura del tractat, l'addicció a l'opi es va duplicar. La Xina es va veure obligada a pagar 21 milions de taels de plata com a indemnització, que es va utilitzar per pagar una compensació per l'opi dels comerciants destruït pel comissari Lin. Un parell d'anys després de la signatura dels tractats, la rebel·lió interna va començar a amenaçar el comerç exterior. A causa de la incapacitat del govern Qing de controlar la recaptació d'impostos sobre les mercaderies importades, el govern britànic va convèncer la cort manxú perquè permetés als occidentals participar en els assumptes oficials del govern. A la dècada de 1850, el Servei de Duanes Marítimes de la Xina, una de les burocràcies més importants del govern manxú, estava parcialment dotat i gestionat per estrangers occidentals. El 1858, l'opi va ser legalitzat, i continuaria sent un problema.
El comissari Lin, sovint conegut com "Lin el Cel Clar" per la seva probitat moral, va ser convertit en boc expiatori. Se li va culpar de no poder frenar la marea d'importació i ús d'opi, així com de provocar una guerra invencible a causa de la seva rigidesa i la seva falta de comprensió del món canviant. No obstant això, a mesura que la nació xinesa es va formar al segle xx, Lin va ser vist com un heroi, i ha estat immortalitzat en diversos llocs de la Xina.
La Primera Guerra de l'Opi va reflectir i va contribuir a un més debilitament del poder i la legitimitat de l'estat xinès. El sentiment anti-Qing va créixer en forma de rebel·lions, com la Rebel·lió de Taiping, una guerra que va durar entre 1850 i 1864 en la qual van morir almenys 20 milions de xinesos. La decadència de la dinastia Qing començava a sentir-se per bona part de la població xinesa.

### Punts de vista revisionistes
L'impacte de l'hàbit de l'opi sobre el poble xinès, i la manera com els britànics van imposar el seu poder per garantir el comerç rendible, han estat elements bàsics de la historiografia xinesa des d'aleshores.
L'historiador britànic Jasper Ridley va concloure:
| « | El conflicte entre la Xina i la Gran Bretanya era inevitable. D'una banda hi havia un despotisme corrupte, decadent i de castes, sense ganes ni capacitat de fer la guerra, que es basava molt més en el costum que en la força per a l'aplicació d'extrems privilegis i discriminacions, i que estava encegat per un profundament arrelat complex de superioritat per creure que podien afirmar la seva supremacia sobre els europeus sense posseir poder militar. A l'altra banda hi havia la nació econòmicament més avançada del món, una nació d'empenta, comerciants bulliciosos, d'autoajuda, lliure comerç i les qualitats combatives de John Bull.. | » |

Tanmateix, afegeix Ridley, l'oposició a Gran Bretanya va ser intensa:
| « | Un punt de vista britànic totalment oposat va ser promogut per humanitaris i reformadors com els cartistes i els inconformistes religiosos dirigits pel jove William Ewart Gladstone. Argumentaven que Palmerston (el secretari d'Afers Exteriors) només estava interessat en els enormes beneficis que aportaria a Gran Bretanya, i era totalment aliè als horribles mals morals de l'opi que el govern xinès intentava valentament eliminar.. | » |

L'historiador nord-americà John K. Fairbank va escriure:
{{cita|En exigir la igualtat diplomàtica i les oportunitats comercials, Gran Bretanya representava tots els estats occidentals, que tard o d'hora haurien exigit les mateixes coses si la Gran Bretanya no ho hagués fet. Va ser un accident de la història que els dinàmics interessos comercials britànics en el comerç de la Xina es centressin no només en el te sinó també en l'opi. Si la principal demanda xinesa hagués continuat essent de cotó en brut indi, o, en tot cas, si no hi hagués hagut mercat d'opi a la Xina dels darrers Ch'ing, com no n'hi havia hagut abans, no hi hauria hagut cap "guerra de l'opi". No obstant això, probablement hauria vingut algun tipus de guerra sino-estrangera, donat el vigor irresistible de l'expansió occidental i la inèrcia inamovible de les institucions xineses..
Alguns historiadors afirmen que Lord Palmerston, el ministre d'Afers Exteriors britànic, va iniciar la Guerra de l'Opi per mantenir el principi del lliure comerç. El professor Glenn Melancon, per exemple, argumenta que la qüestió d'anar a la guerra no era l'opi sinó la necessitat de Gran Bretanya de mantenir la seva reputació, el seu honor i el seu compromís amb el lliure comerç global. La Xina estava pressionant la Gran Bretanya just quan els britànics s'enfrontaven a greus pressions al Pròxim Orient, a la frontera índia i a l'Amèrica Llatina. Al final, diu Melancon, la necessitat del govern de mantenir el seu honor a Gran Bretanya i el prestigi a l'estranger va forçar la decisió d'anar a la guerra. L'ex-president nord-americà John Quincy Adams va comentar que l'opi era "un mer incident de la disputa... la causa de la guerra és la reverència, les pretensions arrogants i insuportables de la Xina que mantindrà una activitat comercial. les relacions amb la resta de la humanitat no en termes d'igual reciprocitat, sinó en les formes insultants i degradants de les relacions entre senyor i vassall."
L'historiador australià Harry G. Gelber argumenta que l'opi va tenir un paper semblant al te abocat al port al motí del Te de Boston de 1773 que va conduir a la Guerra d'Independència dels Estats Units. Gelber argumenta en canvi:
| « | Els britànics van entrar a la guerra a causa de les amenaces militars xineses a civils britànics indefensos, incloses dones i nens; perquè la Xina es va negar a negociar en termes d'igualtat diplomàtica i perquè la Xina es va negar a obrir més ports que Canton al comerç, no només amb Gran Bretanya sinó amb tothom. La creença sobre la "culpa" britànica va arribar més tard, com a part del llarg catàleg de la suposada "explotació i agressió" occidental de la Xina. | » |

En realitat, les dones occidentals no tenien permís legal per entrar a Cantón, tot i que se'ls permetia viure a Macau.
La política de concentrar el comerç en un únic port també es va utilitzar en països occidentals com Espanya i Portugal. Els comerciants occidentals també podien comerciar lliurement i legalment amb comerciants xinesos a Xiamen i Macau o quan el comerç es feia a través de ports fora de la Xina com Manila i Batavia. Dit això, el govern va obstaculitzar el comerç exterior i mitjançant el sistema de Canton va concentrar el comerç a Cantón. A més, Macau estava restringit als comerciants portuguesos, i Xiamen els espanyols, que poques vegades feien ús d'aquest privilegi.
El públic dels països occidentals havia condemnat anteriorment el govern britànic per donar suport al comerç d'opi. L'opi va ser el comerç de productes bàsics més rendible del segle xix. Tal com escriuen Timothy Brook i Bob Wakabayashi sobre l'opi, "L'Imperi Britànic no podria sobreviure si se li privessin de la seva font més important de capital, la substància que podria convertir qualsevol altra mercaderia en plata", encara que aquesta tesi és controvertida L'opi era el bé comercial més comú i més rendible i consistia en un 33-54% de tots els béns enviats des de Bengala a l'Est entre 1815 i 1818. Carl Trocki va descriure "l'Imperi Britànic a l'est de Suez a partir de 1800 com a càrtel de drogues essencialment". James Bradley va afirmar: "l'opi va representar entre el 15 i el 20 per cent dels ingressos de l'Imperi Britànic" i "entre 1814 i 1850 […] (va eliminar) l'11 per cent de l'oferta monetària de la Xina".
Encara que el transport marítim estava regulat, l'administració de l'emperador Qianlong va ser diligent a l'hora d'acomodar els requisits dels comerciants occidentals. Va contractar un cos creixent d'assistents occidentals per a l'oficina de duanes per ajudar a gestionar els seus compatriotes. Es va aixecar l'ordre de quedar-se a Macau durant l'hivern; estava exempt d'impostos sobre aliments, begudes i subministraments bàsics per als comerciants occidentals; i es van concedir proteccions als occidentals i als seus béns. Les lleis Qing van impedir que els xinesos perseguissin els estrangers a través dels tribunals. La prohibició datava principalment de la ferma convicció de l'emperador Qianlong que el maltractament als estrangers havia estat una de les principals causes de l'enderrocament de diverses dinasties anteriors.
L'emperador Qianlong va concedir a Lord Macartney un ceptre d'or, un símbol important de pau i riquesa, però que va ser descartat pels britànics, que desconeixien el seu simbolisme. L'emperador Qianlong també va rebutjar els regals "pródigs" que els britànics feien per facilitar les relacions diplomàtiques i va concloure que no eren millors que altres productes europeus. El 1806, els funcionaris xinesos es van comprometre amb els britànics sobre l'assassinat d'un xinès per part de mariners britànics, ja que els occidentals es van negar a ser castigats per la llei xinesa i els ciutadans locals van protestar enèrgicament per raons xenòfobes i per injustícia percebuda. El 1816, l'emperador Jiaqing va acomiadar una ambaixada britànica per la seva negativa a inclinar-se, però els va enviar una carta de disculpa amb regals, que més tard es van trobar al Ministeri d'Afers Exteriors, sense llegir. Els britànics van ignorar les lleis i advertències xineses de no desplegar forces militars a les aigües xineses. Els britànics van desembarcar tropes a Macau malgrat un acord entre els xinesos i els portuguesos per prohibir a les forces estrangeres de Macau i després a la guerra de 1812 van atacar vaixells nord-americans a les profunditats del port interior de Canton (els nord-americans també havien robat els vaixells britànics a les aigües xineses). Aquests, en combinació amb el suport britànic al Nepal durant la seva invasió del Tibet i la posterior invasió britànica del Nepal després que esdevingués un estat tributari xinès, van portar les autoritats xineses a desconfiar molt de les intencions britàniques. L'any 1834, quan els vaixells de la marina britànica van entrar de nou a les aigües xineses, l'emperador Daoguang va comentar: "Que risible i deplorable és que ni tan sols no puguem repel·lir dos vaixells bàrbars. El nostre exèrcit s'ha decaït tant. No és estrany que els bàrbars estiguin mirant sobre nosaltres".

### La guerra era inevitable?
Els historiadors sovint s'han plantejat si la guerra es podria haver evitat. Un factor va ser que la Xina va rebutjar les relacions diplomàtiques amb els britànics o qualsevol altra persona, com es va veure en el rebuig de la missió Macartney el 1793. Com a resultat, faltaven mecanismes diplomàtics de negociació i resolució. Michael Greenberg localitza la causa inevitable en l'impuls de cada cop més comerç exterior a l'economia moderna en expansió britànica. D'altra banda, les forces econòmiques dins de Gran Bretanya que eren falcons de guerra, radicals al Parlament i comerciants i fabricants del nord, eren una minoria política i necessitaven aliats, especialment Palmerston, abans que poguessin aconseguir la seva guerra. Al Parlament, el govern de Melbourne es va enfrontar a una sèrie d'amenaces internacionals complexes, com ara els disturbis cartistes a casa seva, dèficits pressupostaris molestos, disturbis a Irlanda, rebel·lions al Canadà i Jamaica, guerra a l'Afganistan i amenaces franceses als interessos empresarials britànics a Mèxic i Argentina. L'oposició va exigir respostes més agressives i va ser el ministre d'Exteriors Palmerston qui va establir una guerra fàcil per resoldre la crisi política. No va ser l'economia, les vendes d'opi o l'expansió del comerç el que va fer que els britànics anessin a la guerra, argumenta Melancon, sinó que era més una qüestió de mantenir els estàndards aristocràtics d'honor nacional embrutats pels insults xinesos.
Un problema historiogràfic és que l'èmfasi en els factors causals britànics tendeix a ignorar els xinesos. Els governants manxú es van centrar en els disturbis interns dels elements xinesos i van prestar poca atenció als problemes menors que passaven a Cantón. L'historiador James Polachek argumenta que les raons per intentar suprimir el comerç d'opi tenien a veure amb un faccionalisme intern liderat per un grup d'erudits literaris orientat a la purificació que no va prestar atenció al risc d'intervenció internacional de forces militars molt més poderoses. Per tant, no es tractava d'un conflicte inevitable entre visions del món contrastades. Lin i l'emperador Daoguang, comenta l'historiador Jonathan Spence, "semblaven haver cregut que els ciutadans de Canton i els comerciants estrangers d'allà tenien una naturalesa simple i infantil que respondrien a una guia ferma i declaracions de principis morals exposades en termes senzills i clars". Cap dels dos va considerar la possibilitat que el govern britànic es comprometés a protegir els contrabandistes. Polachek argumenta, basant-se en els registres del debat judicial, que la creixent consciència judicial que l'addicció a l'opi a les guarnicions militars de Guangdong, causada per la col·lusió generalitzada entre els contrabandistes britànics, els traficants xinesos i els funcionaris xinesos, havia perjudicat completament la seva eficàcia militar. Això va deixar tot el flanc sud dels Qing exposat a amenaces militars i va ser més important per generar oposició al tràfic de drogues que per raons econòmiques. Polachek mostra que Lin Zexu i els partidaris de la línia dura creien (erròniament) que arrestant els consumidors de drogues, confiscar els subministraments d'opi i prometent permetre als britànics continuar comercialitzant altres béns, podrien persuadir els britànics de renunciar al comerç de drogues sense guerra.

## Literatura fictícia i narrativa
- Leasor, James. Mandarin-Gold Arxivat 2 September 2014[Date mismatch] a Wayback Machine.. London: Heinemann, 1973, e-published James Leasor Ltd, 2011
- Amitav Ghosh, River of Smoke (Farrar, Straus, and Giroux, 2011), Flood of Fire and Sea of Poppies, collectively known as the Ibis Trilogy
- Timothy Mo, An Insular Possession (Chatto and Windus, 1986; Paddleless Press, 2002)
- R. F. Kuang, Babel, or the Necessity of Violence (Harper Voyager, 2022) includes the outbreak of the Opium War in an alternate-reality where magical silver bars are used to fuel the British Empire

## Enllaços exters
- Hansard of the British Parliament 1840s
- Perdue, Peter C., "The First Opium War: The Anglo-Chinese War of 1839–1842: Opium Trade" (Cambridge, Massachusetts: Massachusetts Institute of Technology, 2011. MIT Visualizing Cultures).
- Perdue, Peter C., "The First Opium War: The Anglo-Chinese War of 1839–1842: Hostilities" (Cambridge, Massachusetts: Massachusetts Institute of Technology, 2011. MIT Visualizing Cultures).
- "The Opium War and Foreign Encroachment", Education for Educators (Columbia University). Resources for teaching.
- Opium War Museum, Dongguan, Guangzhou; Google Arts & Culture